# Список эпизодов телесериала «Закон и порядок: Специальный корпус»
Список эпизодов полицейского телесериала «Закон и порядок: Специальный корпус», премьера которого состоялась 20 сентября 1999 года.

## Обзор
| Сезон | Сезон | Эпизоды | Оригинальная дата показа | Оригинальная дата показа |
| Сезон | Сезон | Эпизоды | Премьера сезона          | Финал сезона             |
| ----- | ----- | ------- | ------------------------ | ------------------------ |
|       | 1     | 22      | 20 сентября 1999         | 19 мая 2000              |
|       | 2     | 21      | 20 октября 2000          | 11 мая 2001              |
|       | 3     | 23      | 28 сентября 2001         | 17 мая 2002              |
|       | 4     | 25      | 27 сентября 2002         | 16 мая 2003              |
|       | 5     | 25      | 23 сентября 2003         | 18 мая 2004              |
|       | 6     | 23      | 21 сентября 2004         | 24 мая 2005              |
|       | 7     | 22      | 20 сентября 2005         | 16 мая 2006              |
|       | 8     | 22      | 19 сентября 2006         | 22 мая 2007              |
|       | 9     | 19      | 25 сентября 2007         | 13 мая 2008              |
|       | 10    | 22      | 23 сентября 2008         | 2 июня 2009              |
|       | 11    | 24      | 23 сентября 2009         | 19 мая 2010              |
|       | 12    | 24      | 22 сентября 2010         | 18 мая 2011              |
|       | 13    | 23      | 21 сентября 2011         | 23 мая 2012              |
|       | 14    | 24      | 26 сентября 2012         | 22 мая 2013              |
|       | 15    | 24      | 25 сентября 2013         | 21 мая 2014              |
|       | 16    | 23      | 24 сентября 2014         | 27 мая 2015              |
|       | 17    | 23      | 23 сентября 2015         | 25 мая 2016              |
|       | 18    | 21      | 21 сентября 2016         | 24 мая 2017              |
|       | 19    | 24      | 28 сентября 2017         | 23 мая 2018              |
|       | 20    | 24      | 27 сентября 2018         | 16 мая 2019              |
|       | 21    | 20      | 26 сентября 2019         | 23 апреля 2020           |
|       | 22    | 16      | 12 ноября 2020           | 3 июня 2021              |
|       | 23    | 22      | 23 сентября 2021         | 19 мая 2022              |
|       | 24    | 22      | 22 сентября 2022         | 18 мая 2023              |
|       | 25    | 13      | 18 января 2024           | 16 мая 2024              |
|       | 26    | 22      | 3 октября 2024           | 15 мая 2025              |

## Эпизоды

### Сезон 1 (1999—2000)
| № общий | № в сезоне | Название                                     | Режиссёр            | Автор сценария                                                                | Дата премьеры    | Зрители в США (млн) |
| ------- | ---------- | -------------------------------------------- | ------------------- | ----------------------------------------------------------------------------- | ---------------- | ------------------- |
| 1       | 1          | «Payback» «Расплата»                         | Жан де Сегонзак     | Дик Вулф                                                                      | 20 сентября 1999 | 14,1                |
| 2       | 2          | «A Single Life» «Одна жизнь»                 | Лесли Линка Глаттер | Мириам Каздин                                                                 | 27 сентября 1999 | Н/д                 |
| 3       | 3          | «…Or Just Look Like On» «…или просто похоже» | Рик Розенталь       | Майкл Р. Перри                                                                | 4 октября 1999   | Н/д                 |
| 4       | 4          | «Hysteria» «Истерия»                         | Ричард Доббс        | Дон Денун и Лиза Мари Петерсен                                                | 11 октября 1999  | 13,7                |
| 5       | 5          | «Wanderlust» «Охота к перемене мест»         | Дэвид Джонс         | Венди Уэст                                                                    | 18 октября 1999  | Н/д                 |
| 6       | 6          | «Sophomore Jinx» «Проклятье второго курса»   | Кларк Джонсон       | Джон Чемберс                                                                  | 25 октября 1999  | 12,5                |
| 7       | 7          | «Uncivilized» «Выродок»                      | Майкл Филдс         | Сценарий: Роберт Палм и Венди Уэст Сюжет: Роберт Палм                         | 15 ноября 1999   | Н/д                 |
| 8       | 8          | «Stalked» «Преследователь»                   | Питер Медак         | Роджер Гаррет                                                                 | 22 ноября 1999   | Н/д                 |
| 9       | 9          | «Stocks & Bondag» «Игрушки»                  | Константин Макрис   | Майкл Р. Перри                                                                | 29 ноября 1999   | Н/д                 |
| 10      | 10         | «Closure» «Завершение»                       | Стивен Вертимер     | Венди Уэст                                                                    | 7 января 2000    | Н/д                 |
| 11      | 11         | «Bad Blood» «Плохая кровь»                   | Майкл Филдс         | Лиза Мари Петерсен и Дон Денун                                                | 14 января 2000   | Н/д                 |
| 12      | 12         | «Russian Love Poem» «Поэма о русской любви»  | Рик Розенталь       | Ева Нагорски                                                                  | 21 января 2000   | 14,30               |
| 13      | 13         | «Disrobed» «Разоблачённый»                   | Дэвид Платт         | Джанет Тамаро                                                                 | 4 февраля 2000   | Н/д                 |
| 14      | 14         | «Limitations» «Ограничения»                  | Константин Макрис   | Майкл Р. Перри                                                                | 11 февраля 2000  | Н/д                 |
| 15      | 15         | «Entitled» «Право»                           | Эд Шерин            | Сценарий: Роберт Палм и Венди Уэст Сюжет: Дик Вулф, Рене Балсер и Роберт Палм | 18 февраля 2000  | Н/д                 |
| 16      | 16         | «The Third Guy» «Третий»                     | Джуд Тейлор         | Дон Денун и Лиза Мари Петерсен                                                | 25 февраля 2000  | Н/д                 |
| 17      | 17         | «Misleader» «Путанник»                       | Ричард Доббс        | Сценарий: Ник Кендрик Сюжет: Ник Хардинг и Ник Кендрик                        | 31 марта 2000    | Н/д                 |
| 18      | 18         | «Chat Room» «Чат»                            | Ричард Доббс        | Роджер Гаррет                                                                 | 14 апреля 2000   | Н/д                 |
| 19      | 19         | «Contact» «Контакт»                          | Майкл Зинберг       | Роберт Палм и Венди Уэст                                                      | 28 апреля 2000   | 12,8                |
| 20      | 20         | «Remorse» «Раскаяние»                        | Александер Кассини  | Майкл Р. Перри                                                                | 6 мая 2000       | Н/д                 |
| 21      | 21         | «Nocturne» «Ноктюрн»                         | Жан де Сегонзак     | Венди Уэст                                                                    | 12 мая 2000      | 13,7                |
| 22      | 22         | «Slaves» «Рабы»                              | Тед Котчефф         | Дон Денун и Лиза Мари Петерсен                                                | 19 мая 2000      | Н/д                 |

### Сезон 2 (2000—2001)
| № общий | № в сезоне | Название                                   | Режиссёр             | Автор сценария                                                                                      | Дата премьеры   | Зрители в США (млн) |
| ------- | ---------- | ------------------------------------------ | -------------------- | --------------------------------------------------------------------------------------------------- | --------------- | ------------------- |
| 23      | 1          | «Wrong Is Righ» «Торжество справедливости» | Тед Котчефф          | Джефф Экерл и Дэвид Джей Берк                                                                       | 20 октября 2000 | 13,4                |
| 24      | 2          | «Honor» «Честь»                            | Алан Мецгер          | Джонатан Грин и Роберт Ф. Кэмпбелл                                                                  | 27 октября 2000 | 13,2                |
| 25      | 3          | «Closure. Part II» «Завершение. Часть 2»   | Жан де Сегонзак      | Сценарий: Венди Уэст, Джудит Маккрири и Дэвид Джей Берк Сюжет: Венди Уэст                           | 3 ноября 2000   | 13,4                |
| 26      | 4          | «Legacy» «Тяжёлое детство»                 | Джуд Тейлор          | Джефф Экерл                                                                                         | 10 ноября 2000  | 13,4                |
| 27      | 5          | «Baby Killer» «Маленький убийца»           | Хуан Хосе Кампанелла | Лиза Мари Петерсен и Дон Денун                                                                      | 17 ноября 2000  | 12,8                |
| 28      | 6          | «Noncompliance» «Несогласие»               | Элоди Кин            | Джудит Маккрири                                                                                     | 24 ноября 2000  | 15,3                |
| 29      | 7          | «Asunder» «Несчастливый брак»              | Дэвид Платт          | Джудит Маккрири                                                                                     | 1 декабря 2000  | 15,4                |
| 30      | 8          | «Taken» «Подстава»                         | Майкл Филдс          | Дон Денун и Лиза Мари Петерсен                                                                      | 15 декабря 2000 | 14,3                |
| 31      | 9          | «Pixies» «Феи»                             | Жан де Сегонзак      | Сценарий: Трейси Стерн Сюжет: Клифтон Кэмпбелл, Джефф Экерл и Трейси Стерн                          | 12 января 2001  | 14,8                |
| 32      | 10         | «Consent» «Знак согласия»                  | Джеймс Куинн         | Джефф Экерл                                                                                         | 19 января 2001  | 13,6                |
| 33      | 11         | «Abuse» «Жестокое обращение»               | Ричард Доббс         | Сценарий: Дон Денун и Лиза Мари Петерсен Сюжет: Гвендолин М. Паркер, Лиза Мари Петерсен и Дон Денун | 26 января 2001  | 15,2                |
| 34      | 12         | «Secrets» «Частная жизнь»                  | Артур У. Форни       | Сценарий: Роберт Ф. Кэмпбелл и Джонатан Грин Сюжет: Венди Уэст, Роберт Ф. Кэмпбелл и Джонатан Грин  | 2 февраля 2001  | 15,7                |
| 35      | 13         | «Victims» «Жертвы»                         | Константин Макрис    | Ник Кендрик                                                                                         | 9 февраля 2001  | 14,9                |
| 36      | 14         | «Paranoia» «Паранойя»                      | Ричард Доббс         | Джонатан Грин и Роберт Ф. Кэмпбелл                                                                  | 16 февраля 2001 | 14,1                |
| 37      | 15         | «Countdown» «Обратный отсчёт»              | Стив Шилл            | Дон Денун и Лиза Мари Петерсен                                                                      | 23 февраля 2001 | 15,6                |
| 38      | 16         | «Runaway» «Беглянка»                       | Ричард Доббс         | Ник Кендрик и Дэвид Джей Берк                                                                       | 2 марта 2001    | 14,6                |
| 39      | 17         | «Folly» «Безумие»                          | Джуд Тейлор          | Тодд Робинсон                                                                                       | 23 марта 2001   | 14,3                |
| 40      | 18         | «Manhunt» «Сезон охоты»                    | Стивен Вертимер      | Джефф Экерл                                                                                         | 20 апреля 2001  | 12,7                |
| 41      | 19         | «Parasites» «Паразиты»                     | Дэвид Платт          | Мартин Вайсс                                                                                        | 27 апреля 2001  | 13,4                |
| 42      | 20         | «Pique» «Пикерист»                         | Стив Шилл            | Джудит Маккрири                                                                                     | 4 мая 2001      | 14,3                |
| 43      | 21         | «Scourge» «Кара»                           | Алекс Закржевски     | Сценарий: Роберт Ф. Кэмпбелл и Джонатан Грин Сюжет: Нил Бэр                                         | 11 мая 2001     | 15,1                |

### Сезон 3 (2001—2002)
| № общий | № в сезоне | Название                            | Режиссёр             | Автор сценария                                                                                      | Дата премьеры    | Зрители в США (млн) |
| ------- | ---------- | ----------------------------------- | -------------------- | --------------------------------------------------------------------------------------------------- | ---------------- | ------------------- |
| 44      | 1          | «Repression» «Подавление»           | Генри Джей Бронштейн | Мэрилин Осборн                                                                                      | 28 сентября 2001 | 15,8                |
| 45      | 2          | «Wrath» «Гнев»                      | Жан де Сегонзак      | Джудит Маккрири                                                                                     | 5 октября 2001   | 15,0                |
| 46      | 3          | «Stolen» «Украденный»               | Джеймс Куинн         | Джонатан Грин и Роберт Ф. Кэмпбелл                                                                  | 12 октября 2001  | 17,2                |
| 47      | 4          | «Rooftop» «Крыша»                   | Стив Шилл            | Сценарий: Роберт Ф. Кэмпбелл и Джонатан Грин Сюжет: Нил Бэр, Роберт Ф. Кэмпбелл и Джонатан Грин     | 19 октября 2001  | 15,4                |
| 48      | 5          | «Tangled» «Запутанное»              | Жан де Сегонзак      | Лиза Мари Петерсен и Дон Денун                                                                      | 26 октября 2001  | 16,5                |
| 49      | 6          | «Redemption» «Искупление»           | Тед Котчефф          | Джефф Экерл                                                                                         | 2 ноября 2001    | 14,6                |
| 50      | 7          | «Sacrifice» «Жертвоприношение»      | Лесли Линка Глаттер  | Сценарий: Хавьер Грильо-Марксуа и Саманта Ховард Корбин Сюжет: Хавьер Грильо-Марксуа                | 9 ноября 2001    | 16,2                |
| 51      | 8          | «Inheritance» «Наследственность»    | Хуан Хосе Кампанелла | Сценарий: Кэти Эбел, Майкл Фазекас и Тара Баттерс Сюжет: Кэти Эбел                                  | 16 ноября 2001   | 14,5                |
| 52      | 9          | «Care» «Попечение»                  | Глория Музио         | Дон Денун и Лиза Мари Петерсен                                                                      | 23 ноября 2001   | 14,9                |
| 53      | 10         | «Ridicule» «Насмешка»               | Константин Макрис    | Джудит Маккрири                                                                                     | 14 декабря 2001  | 15,3                |
| 54      | 11         | «Monogamy» «Моногамия»              | Константин Макрис    | Майкл Фазекас и Тара Баттерс                                                                        | 4 января 2002    | 17,7                |
| 55      | 12         | «Protection» «Защита»               | Алекс Закржевски     | Джонатан Грин и Роберт Ф. Кэмпбелл                                                                  | 11 января 2002   | 17,0                |
| 56      | 13         | «Prodigy» «Необыкновенно одаренный» | Стив Шилл            | Лиза Мари Петерсен и Дон Денун                                                                      | 18 января 2002   | 16,0                |
| 57      | 14         | «Counterfeit» «Фальсификат»         | Артур У. Форни       | Аманда Грин                                                                                         | 25 января 2002   | 16,8                |
| 58      | 15         | «Execution» «Казнь»                 | Алекс Закржевски     | Джудит Маккрири                                                                                     | 1 февраля 2002   | 17,1                |
| 59      | 16         | «Popular» «Популярность»            | Жан де Сегонзак      | Сценарий: Стивен Белбер Сюжет: Кэти Эбел и Стивен Белбер                                            | 1 марта 2002     | 15,8                |
| 60      | 17         | «Surveillance» «Наблюдение»         | Стив Шилл            | Джефф Экерл                                                                                         | 8 марта 2002     | 16,4                |
| 61      | 18         | «Guilt» «Чувство вины»              | Дэвид Платт          | Майкл Фазекас и Тара Баттерс                                                                        | 29 марта 2002    | 14,4                |
| 62      | 19         | «Justice» «Справедливость»          | Хуан Хосе Кампанелла | Дон Денун и Лиза Мари Петерсен                                                                      | 5 апреля 2002    | 16,6                |
| 63      | 20         | «Greed» «Жадность»                  | Константин Макрис    | Роберт Ф. Кэмпбелл и Джонатан Грин                                                                  | 26 апреля 2002   | 14,5                |
| 64      | 21         | «Denial» «Отречение»                | Стив Шилл            | Джудит Маккрири                                                                                     | 3 мая 2002       | 16,7                |
| 65      | 22         | «Competence» «Компетентность»       | Джуд Тейлор          | Сценарий: Джонатан Грин и Роберт Ф. Кэмпбелл Сюжет: Джефф Экерл, Джонатан Грин и Роберт Ф. Кэмпбелл | 10 мая 2002      | 17,3                |
| 66      | 23         | «Silence» «Молчание»                | Стив Шилл            | Патрик Харбинсон                                                                                    | 17 мая 2002      | 14,3                |

### Сезон 4 (2002—2003)
| № общий | № в сезоне | Название                              | Режиссёр             | Автор сценария                                                            | Дата премьеры    | Зрители в США (млн) |
| ------- | ---------- | ------------------------------------- | -------------------- | ------------------------------------------------------------------------- | ---------------- | ------------------- |
| 67      | 1          | «Chameleon» «Хамелеон»                | Жан де Сегонзак      | Майкл Фазекас и Тара Баттерс                                              | 27 сентября 2002 | 14,9                |
| 68      | 2          | «Deception» «Обман»                   | Константин Макрис    | Майкл Фазекас и Тара Баттерс                                              | 4 октября 2002   | 15,2                |
| 69      | 3          | «Vulnerable» «Уязвимые»               | Хуан Хосе Кампанелла | Лиза Мари Петерсен и Дон Денун                                            | 11 октября 2002  | 15,9                |
| 70      | 4          | «Lust» «Вожделение»                   | Майкл Филдс          | Аманда Грин                                                               | 18 октября 2002  | 15,1                |
| 71      | 5          | «Disappearing Acts» «Исчезающие акты» | Алекс Закржевски     | Джудит Маккрири                                                           | 25 октября 2002  | 16,5                |
| 72      | 6          | «Angels» «Ангелы»                     | Артур У. Форни       | Джонатан Грин и Роберт Ф. Кэмпбелл                                        | 1 ноября 2002    | 15,3                |
| 73      | 7          | «Dolls» «Куклы»                       | Дарнелл Мартин       | Аманда Грин                                                               | 8 ноября 2002    | 16,8                |
| 74      | 8          | «Waste» «Отходы»                      | Донна Дейч           | Дон Денун и Лиза Мари Петерсен                                            | 15 ноября 2002   | 16,1                |
| 75      | 9          | «Juvenile» «Малолетки»                | Константин Макрис    | Майкл Фазекас и Тара Баттерс                                              | 22 ноября 2002   | 14,5                |
| 76      | 10         | «Resilience» «Эластичность»           | Джойс Чопра          | Патрик Харбинсон                                                          | 6 декабря 2002   | 16,2                |
| 77      | 11         | «Damaged» «Испорченная»               | Хуан Хосе Кампанелла | Барби Клигман                                                             | 10 января 2003   | 16,6                |
| 78      | 12         | «Risk» «Риск»                         | Хуан Хосе Кампанелла | Роберт Ф. Кэмпбелл и Джонатан Грин                                        | 17 января 2003   | 16,3                |
| 79      | 13         | «Rotten» «Гниль»                      | Константин Макрис    | Джудит Маккрири                                                           | 24 января 2003   | 16,1                |
| 80      | 14         | «Mercy» «Сострадание»                 | Дэвид Платт          | Кристос Гейдж и Рут Флетчер                                               | 31 января 2003   | 15,5                |
| 81      | 15         | «Pandora» «Пандора»                   | Алекс Закржевски     | Майкл Фазекас и Тара Баттерс                                              | 7 февраля 2003   | 15,5                |
| 82      | 16         | «Tortured» «Пытка»                    | Стив Шилл            | Лиза Мари Петерсен и Дон Денун                                            | 14 февраля 2003  | 14,5                |
| 83      | 17         | «Privilege» «Привилегии»              | Жан де Сегонзак      | Патрик Харбинсон                                                          | 21 февраля 2003  | 15,0                |
| 84      | 18         | «Desperate» «Доведенные до отчаяния»  | Дэвид Платт          | Аманда Грин                                                               | 14 марта 2003    | 17,0                |
| 85      | 19         | «Appearances» «Обманчивая внешность»  | Алекс Закржевски     | Сценарий: Стивен Белбер Сюжет: Лиз Фридман, Ванесса Плейс и Стивен Белбер | 28 марта 2003    | 15,8                |
| 86      | 20         | «Dominance» «Превосходство»           | Стив Шилл            | Роберт Ф. Кэмпбелл и Джонатан Грин                                        | 4 апреля 2003    | 15,8                |
| 87      | 21         | «Fallacy» «Заблуждение»               | Хуан Хосе Кампанелла | Сценарий: Барби Клигман Сюжет: Джош Котчефф и Барби Клигман               | 18 апреля 2003   | 14,8                |
| 88      | 22         | «Futility» «Компетентность»           | Алекс Закржевски     | Майкл Фазекас и Тара Баттерс                                              | 25 апреля 2003   | 13,5                |
| 89      | 23         | «Grief» «Горе»                        | Константин Макрис    | Адиса Ива                                                                 | 2 мая 2003       | 14,0                |
| 90      | 24         | «Perfect» «Идеальный»                 | Рик Уоллес           | Джонатан Грин и Роберт Ф. Кэмпбелл                                        | 9 мая 2003       | 13,3                |
| 91      | 25         | «Soulless» «Бездушный»                | Чад Лоу              | Дон Денун и Лиза Мари Петерсен                                            | 16 мая 2003      | 13,7                |

### Сезон 5 (2003—2004)
| № общий | № в сезоне | Название                   | Режиссёр             | Автор сценария                     | Дата премьеры    | Зрители в США (млн) |
| ------- | ---------- | -------------------------- | -------------------- | ---------------------------------- | ---------------- | ------------------- |
| 92      | 1          | «Tragedy» «Трагедия»       | Дэвид Платт          | Аманда Грин                        | 23 сентября 2003 | 13,2                |
| 93      | 2          | «Manic» «Мания»            | Гай Норман Би        | Патрик Харбинсон                   | 30 сентября 2003 | 11,5                |
| 94      | 3          | «Mother» «Мать»            | Тед Котчефф          | Лиза Мари Петерсен и Дон Денун     | 7 октября 2003   | 9,9                 |
| 95      | 4          | «Loss» «Проигрыш»          | Константин Макрис    | Майкл Фазекас и Тара Баттерс       | 14 октября 2003  | 12,7                |
| 96      | 5          | «Serendipity» «Интуиция»   | Константин Макрис    | Дон Денун и Лиза Мари Петерсен     | 21 октября 2003  | 11,9                |
| 97      | 6          | «Coerced» «Принуждение»    | Жан де Сегонзак      | Джонатан Грин                      | 28 октября 2003  | 12,2                |
| 98      | 7          | «Choice» «Выбор»           | Дэвид Платт          | Патрик Харбинсон                   | 4 ноября 2003    | 13,1                |
| 99      | 8          | «Abomination» «Отвращение» | Алекс Закржевски     | Майкл Фазекас и Тара Баттерс       | 11 ноября 2003   | 13,0                |
| 100     | 9          | «Control» «Контроль»       | Тед Котчефф          | Сценарий: Нил Бэр Сюжет: Дик Вульф | 18 ноября 2003   | 13,9                |
| 101     | 10         | «Shaken» «Встряска»        | Константин Макрис    | Аманда Грин                        | 25 ноября 2003   | 13,1                |
| 102     | 11         | «Escape» «Побег»           | Жан де Сегонзак      | Барби Клигман                      | 2 декабря 2003   | 13,6                |
| 103     | 12         | «Brotherhood» «Братство»   | Жан де Сегонзак      | Хосе Молина                        | 6 января 2004    | 15,4                |
| 104     | 13         | «Hate» «Ненависть»         | Дэвид Платт          | Роберт Нейтан                      | 13 января 2004   | 14,1<               |
| 105     | 14         | «Ritual» «Ритуал»          | Эд Бьянки            | Рут Флетчер и Кристос Гейдж        | 3 февраля 2004   | 13,8                |
| 106     | 15         | «Families» «Семейства»     | Константин Макрис    | Джонатан Грин                      | 10 февраля 2004  | 12,9                |
| 107     | 16         | «Home» «Домашний очаг»     | Рик Уоллес           | Аманда Грин                        | 17 февраля 2004  | 14,4                |
| 108     | 17         | «Mean» «Привилегии»        | Константин Макрис    | Майкл Фазекас и Тара Баттерс       | 24 февраля 2004  | 14,4                |
| 109     | 18         | «Careless» «Небрежность»   | Стив Шилл            | Патрик Харбинсон                   | 2 марта 2004     | 12,4                |
| 110     | 19         | «Sick» «Болезнь»           | Дэвид Платт          | Дон Денун                          | 30 марта 2004    | 15,6                |
| 111     | 20         | «Lowdown» «Подноготная»    | Джуд Тейлор          | Роберт Нейтан                      | 6 апреля 2004    | 12,5                |
| 112     | 21         | «Criminal» «Криминал»      | Алекс Закржевски     | Хосе Молина                        | 20 апреля 2004   | 12,8                |
| 113     | 22         | «Painless» «Без боли»      | Хуан Хосе Кампанелла | Джонатан Грин                      | 27 апреля 2004   | 12,8                |
| 114     | 23         | «Bound» «Обязательство»    | Константин Макрис    | Барби Клигман                      | 4 мая 2004       | 13,0                |
| 115     | 24         | «Poison» «Яд»              | Дэвид Платт          | Майкл Фазекас и Тара Баттерс       | 11 мая 2004      | 12,3                |
| 116     | 25         | «Head» «Глава»             | Хуан Хосе Кампанелла | Лиза Мари Петерсен и Дон Денун     | 18 мая 2004      | 18,4                |

### Сезон 6 (2004—2005)
| № общий | № в сезоне | Название                         | Режиссёр                              | Автор сценария                                           | Дата премьеры    | Зрители в США (млн) |
| ------- | ---------- | -------------------------------- | ------------------------------------- | -------------------------------------------------------- | ---------------- | ------------------- |
| 117     | 1          | «Birthright» «Право по рождению» | Артур У. Форни                        | Джонатан Грин                                            | 21 сентября 2004 | 14,2                |
| 118     | 2          | «Debt» «Долг»                    | Дэвид Платт                           | Аманда Грин                                              | 28 сентября 2004 | 13,0                |
| 119     | 3          | «Obscene» «Непристойность»       | Константин Макрис                     | Хосе Молина                                              | 12 октября 2004  | 12,4                |
| 120     | 4          | «Scavenger» «Падальщик»          | Дэниел Сакхайм                        | Дон Денун и Лиза Мари Петерсен                           | 19 октября 2004  | 12,6                |
| 121     | 5          | «Outcry» «Протест»               | Константин Макрис                     | Патрик Харбинсон                                         | 26 октября 2004  | 13,0                |
| 122     | 6          | «Conscience» «Совесть»           | Дэвид Платт                           | Роджер Вулфсон и Роберт Нейтан                           | 9 ноября 2004    | 14,3                |
| 123     | 7          | «Charisma» «Обаяние»             | Артур У. Форни                        | Майкл Фазекас и Тара Баттерс                             | 16 ноября 2004   | 16,4                |
| 124     | 8          | «Doubt» «Сомнения»               | Тед Котчефф                           | Марджори Дэвид                                           | 23 ноября 2004   | 15,2                |
| 125     | 9          | «Weak» «Слабость»                | Дэвид Платт                           | Майкл Фазекас и Тара Баттерс                             | 30 ноября 2004   | 15,3                |
| 126     | 10         | «Haunted» «Призрак»              | Хуан Хосе Кампанелла                  | Аманда Грин                                              | 7 декабря 2004   | 13,5                |
| 127     | 11         | «Contagious» «Зараза»            | Аарон Липстадт                        | Джонатан Грин                                            | 11 января 2005   | 15,9                |
| 128     | 12         | «Identity» «Идентичность»        | Рик Уоллес                            | Лиза Мари Петерсен и Дон Денун                           | 18 января 2005   | 15,3                |
| 129     | 13         | «Quarry» «Ненависть»             | Константин Макрис                     | Хосе Молина                                              | 25 января 2005   | 14,2                |
| 130     | 14         | «Game» «Игра»                    | Дэвид Платт                           | Патрик Харбинсон                                         | 8 февраля 2005   | 14,2                |
| 131     | 15         | «Hooked» «На крючке»             | Жан де Сегонзак                       | Джошуа Котчефф                                           | 15 февраля 2005  | 13,8                |
| 132     | 16         | «Ghost» «Призрак»                | Дэвид Платт                           | Аманда Грин                                              | 22 февраля 2005  | 14,0                |
| 133     | 17         | «Rage» «Ярость»                  | Хуан Хосе Кампанелла                  | Майкл Фазекас и Тара Баттерс                             | 1 марта 2005     | 12,3                |
| 134     | 18         | «Pure» «Непорочные»              | Аарон Липстадт                        | Дон Денун                                                | 8 марта 2005     | 14,7                |
| 135     | 19         | «Intoxicated» «Опьянение»        | Марита Грабяк                         | Джонатан Грин                                            | 29 марта 2005    | 14,6                |
| 136     | 20         | «Night» «Ночь»                   | Артур У. Форни и Хуан Хосе Кампанелла | Сценарий: Аманда Грин Сюжет: Аманда Грин и Крис Левинсон | 3 мая 2005       | 16,5                |
| 137     | 21         | «Blood» «Кровь»                  | Феликс Алькала                        | Патрик Харбинсон                                         | 10 мая 2005      | 14,5                |
| 138     | 22         | «Parts» «Части тела»             | Мэтт Эрл Бисли                        | Дэвид Фостер                                             | 17 мая 2005      | 16,2                |
| 139     | 23         | «Goliath» «Голиаф»               | Питер Лето                            | Майкл Фазекас и Тара Баттерс                             | 24 мая 2005      | 16,4                |

### Сезон 7 (2005—2006)
| № общий | № в сезоне | Название                     | Режиссёр             | Автор сценария               | Дата премьеры    | Зрители в США (млн) |
| ------- | ---------- | ---------------------------- | -------------------- | ---------------------------- | ---------------- | ------------------- |
| 140     | 1          | «Demons» «Демоны»            | Дэвид Платт          | Аманда Грин                  | 20 сентября 2005 | 16,8                |
| 141     | 2          | «Design» «Замысел»           | Дэвид Платт          | Лиза Мари Петерсен           | 27 сентября 2005 | 15,3                |
| 142     | 3          | «911» «911»                  | Тед Котчефф          | Патрик Харбинсон             | 4 октября 2005   | 16,2                |
| 143     | 4          | «Ripped» «Надрыв»            | Рик Уоллес           | Джонатан Грин                | 11 октября 2005  | 14,9                |
| 144     | 5          | «Strain» «Напряжение»        | Константин Макрис    | Роберт Нейтан                | 18 октября 2005  | 14,4                |
| 145     | 6          | «Raw» «Сырьё»                | Джонатан Каплан      | Дон Денун                    | 1 ноября 2005    | 15,2                |
| 146     | 7          | «Name» «Имя»                 | Дэвид Платт          | Майкл Фазекас                | 8 ноября 2005    | 15,8                |
| 147     | 8          | «Starved» «Голод»            | Дэвид Платт          | Лиза Мари Петерсен           | 15 ноября 2005   | 15,7                |
| 148     | 9          | «Rockabye» «Роковая встреча» | Питер Лето           | Патрик Харбинсон             | 22 ноября 2005   | 17,1                |
| 149     | 10         | «Storm» «Ураган»             | Дэвид Платт          | Нил Бэр и Аманда Грин        | 29 ноября 2005   | 17,5                |
| 150     | 11         | «Alien» «Чужаки»             | Константин Макрис    | Хосе Молина                  | 6 декабря 2005   | 16,3                |
| 151     | 12         | «Infected» «Заражение»       | Мишель Макларен      | Майкл Фазекас и Тара Баттерс | 3 января 2006    | 15,2                |
| 152     | 13         | «Blast» «Разрушитель»        | Питер Лето           | Аманда Грин                  | 10 января 2006   | 14,7                |
| 153     | 14         | «Taboo» «Табу»               | Артур У. Форни       | Дон Денун                    | 17 января 2006   | 16,1                |
| 154     | 15         | «Manipulated» «Манипуляция»  | Мэтт Эрл Бисли       | Хосе Молина                  | 7 февраля 2006   | 15,2                |
| 155     | 16         | «Gone» «Потеря»              | Джордж Паттисон      | Джонатан Грин                | 28 февраля 2006  | 13,8                |
| 156     | 17         | «Class» «Занятие»            | Аарон Липстадт       | Пол Греллонг                 | 21 марта 2006    | 13,5                |
| 157     | 18         | «Venom» «Злость»             | Питер Лето           | Джудит Маккрири              | 28 марта 2006    | 14,2                |
| 158     | 19         | «Fault» «Разлом»             | Пол Маккрейн         | Майкл Фазекас и Тара Баттерс | 4 апреля 2006    | 15,4                |
| 159     | 20         | «Fat» «Толстый»              | Хуан Хосе Кампанелла | Патрик Харбинсон             | 2 мая 2006       | 15,3                |
| 160     | 21         | «Web» «Паутина»              | Питер Лето           | Пол Греллонг                 | 9 мая 2006       | 12,9                |
| 161     | 22         | «Influence» «Влияние»        | Норберто Барба       | Иэн Бидерман                 | 16 мая 2006      | 13,0                |

### Сезон 8 (2006—2007)
| № общий | № в сезоне | Название                        | Режиссёр                    | Автор сценария   | Дата премьеры    | Зрители в США (млн) |
| ------- | ---------- | ------------------------------- | --------------------------- | ---------------- | ---------------- | ------------------- |
| 162     | 1          | «Informed» «Информатор»         | Питер Лето                  | Дон Денун        | 19 сентября 2006 | 14,5                |
| 163     | 2          | «Clock» «Время»                 | Джим Хейман                 | Эллисон Интриери | 26 сентября 2006 | 14,4                |
| 164     | 3          | «Recall» «Воспоминание»         | Хуан Хосе Кампанелла        | Джонатан Грин    | 3 октября 2006   | 14,3                |
| 165     | 4          | «Uncle» «Дядя»                  | Дэвид Платт                 | Дон Денун        | 10 октября 2006  | 13,9                |
| 166     | 5          | «Confrontation» «Противоречие»  | Дэвид Платт                 | Джудит Маккрири  | 17 октября 2006  | 13,0                |
| 167     | 6          | «Infiltrated» «Внедрение»       | Дэвид Платт                 | Дон Денун        | 31 октября 2006  | 13,4                |
| 168     | 7          | «Underbelly» «Удар под дых»     | Джонатан Каплан             | Аманда Грин      | 14 ноября 2006   | 14,8                |
| 169     | 8          | «Cage» «Клетка»                 | Дэвид Платт                 | Патрик Харбинсон | 21 ноября 2006   | 14,2                |
| 170     | 9          | «Choreographed» «Танцы»         | Питер Лето                  | Пол Греллонг     | 28 ноября 2006   | 14,6                |
| 171     | 10         | «Scheherazade» «Шахерезада»     | Дэвид Платт                 | Аманда Грин      | 2 января 2007    | 15,2                |
| 172     | 11         | «Burned» «Ожог»                 | Эрик Ла Саль                | Джудит Маккрири  | 9 января 2007    | 14,4                |
| 173     | 12         | «Outsider» «Аутсайдер»          | Артур У. Форни              | Пол Греллонг     | 16 января 2007   | 14,2                |
| 174     | 13         | «Loophole» «Лазейка»            | Дэвид Платт                 | Джонатан Грин    | 6 февраля 2007   | 13,5                |
| 175     | 14         | «Dependent» «Зависимый»         | Питер Лето                  | Кен Сторер       | 13 февраля 2007  | 12,9                |
| 176     | 15         | «Haystack» «Ком»                | Питер Лето                  | Аманда Грин      | 20 февраля 2007  | 11,9                |
| 177     | 16         | «Philadelphia» «Филадельфия»    | Питер Лето                  | Патрик Харбинсон | 27 февраля 2007  | 11,7                |
| 178     | 17         | «Sin» «Грех»                    | Джордж Паттисон             | Патрик Харбинсон | 27 марта 2007    | 12,9                |
| 179     | 18         | «Responsible» «Ответственность» | Елена Ланская и Дэвид Платт | Элисон Интриери  | 3 апреля 2007    | 11,2                |
| 180     | 19         | «Florida» «Флорида»             | Дэвид Платт                 | Джонатан Грин    | 1 мая 2007       | 11,4                |
| 181     | 20         | «Annihilated» «Уничтожение»     | Питер Лето                  | Аманда Грин      | 8 мая 2007       | 10,9                |
| 182     | 21         | «Pretend» «Притворщики»         | Дэвид Платт                 | Дон Денун        | 15 мая 2007      | 12,8                |
| 183     | 22         | «Screwed» «Облажавшиеся»        | Артур У. Форни              | Джудит Маккрири  | 22 мая 2007      | 10,3                |

### Сезон 9 (2007—2008)
| № общий | № в сезоне | Название                              | Режиссёр             | Автор сценария        | Дата премьеры    | Зрители в США (млн) |
| ------- | ---------- | ------------------------------------- | -------------------- | --------------------- | ---------------- | ------------------- |
| 184     | 1          | «Alternate» «Альтернативные личности» | Дэвид Платт          | Нил Бэр и Дон Денун   | 25 сентября 2007 | 12,1                |
| 185     | 2          | «Avatar» «Аватар»                     | Питер Лето           | Пол Греллонг          | 2 октября 2007   | 11,6                |
| 186     | 3          | «Impulsive» «Импульс»                 | Дэвид Платт          | Джонатан Грин         | 9 октября 2007   | 12,3                |
| 187     | 4          | «Savant» «Исследователь»              | Кейт Вудс            | Джудит Маккрири       | 16 октября 2007  | 12,5                |
| 188     | 5          | «Harm» «Вред»                         | Питер Лето           | Джош Сингер           | 23 октября 2007  | 12,3                |
| 189     | 6          | «Svengali» «Властитель дум»           | Дэвид Платт          | Кэм Миллер            | 6 ноября 2007    | 11,7                |
| 190     | 7          | «Blinded» «Затмение»                  | Дэвид Платт          | Джонатан Грин         | 13 ноября 2007   | 12,5                |
| 191     | 8          | «Fight» «Борьба»                      | Хуан Хосе Кампанелла | Мик Бетанкорт         | 20 ноября 2007   | 11,7                |
| 192     | 9          | «Paternity» «Отцовство»               | Кейт Вудс            | Аманда Грин           | 27 ноября 2007   | 12,3                |
| 193     | 10         | «Snitch» «Стукач»                     | Джонатан Каплан      | Марк Гоффман          | 4 декабря 2007   | 11,7                |
| 194     | 11         | «Streetwise» «Бездомные»              | Хелен Шейвер         | Пол Греллонг          | 1 января 2008    | 12,4                |
| 195     | 12         | «Signature» «Подпись»                 | Артур У. Форни       | Джудит Маккрири       | 8 января 2008    | 15,2                |
| 196     | 13         | «Unorthodox» «Неортодоксальный»       | Дэвид Платт          | Джош Сингер           | 15 января 2008   | 12,2                |
| 197     | 14         | «Inconceivable» «Непостижимое»        | Крис Залла           | Дон Денун             | 22 января 2008   | 13,0                |
| 198     | 15         | «Undercover» «Под прикрытием»         | Дэвид Платт          | Марк Гоффман          | 15 апреля 2008   | 13,3                |
| 199     | 16         | «Closet» «Чулан»                      | Питер Лето           | Кен Сторер            | 22 апреля 2008   | 11,6                |
| 200     | 17         | «Authority» «Власть»                  | Дэвид Платт          | Нил Бэр и Аманда Грин | 29 апреля 2008   | 12,3                |
| 201     | 18         | «Trade» «Сделка»                      | Питер Лето           | Джонатан Грин         | 6 мая 2008       | 10,5                |
| 202     | 19         | «Cold» «Холод»                        | Дэвид Платт          | Джудит Маккрири       | 13 мая 2008      | 11,5                |

### Сезон 10 (2008—2009)
| № общий | № в сезоне | Название                   | Режиссёр             | Автор сценария                                                | Дата премьеры    | Зрители в США (млн) |
| ------- | ---------- | -------------------------- | -------------------- | ------------------------------------------------------------- | ---------------- | ------------------- |
| 203     | 1          | «Trials» «Испытания»       | Дэвид Платт          | Дон Денун                                                     | 23 сентября 2008 | 9,7                 |
| 204     | 2          | «Confession» «Исповедь»    | Артур У. Форни       | Джудит Маккрири                                               | 30 сентября 2008 | 10,4                |
| 205     | 3          | «Swing» «Перепады»         | Дэвид Платт          | Аманда Грин                                                   | 14 октября 2008  | 9,5                 |
| 206     | 4          | «Lunacy» «Безумие»         | Питер Лето           | Дэниел Трули                                                  | 21 октября 2008  | 9,5                 |
| 207     | 5          | «Retro» «Ретро»            | Питер Лето           | Сценарий: Джонатан Грин Сюжет: Джошуа Котчефф и Джонатан Грин | 28 октября 2008  | 9,3                 |
| 208     | 6          | «Babes» «Дети»             | Дэвид Платт          | Дэниел Трули                                                  | 11 ноября 2008   | 9,4                 |
| 209     | 7          | «Wildlife» «Дикая природа» | Питер Лето           | Мик Бетанкорт                                                 | 18 ноября 2008   | 10,1                |
| 210     | 8          | «Persona» «Личность»       | Хелен Шейвер         | Аманда Грин                                                   | 25 ноября 2008   | 8,6                 |
| 211     | 9          | «PTSD» «ПТСР»              | Эрик Ла Саль         | Джудит Маккрири                                               | 2 декабря 2008   | 10,3                |
| 212     | 10         | «Smut» «Непристойность»    | Крис Эйр             | Кэм Миллер                                                    | 9 декабря 2008   | 11,0                |
| 213     | 11         | «Stranger» «Незнакомка»    | Дэвид Платт          | Дон Денун                                                     | 6 января 2009    | 10,8                |
| 214     | 12         | «Hothouse» «Теплица»       | Питер Лето           | Чарли Дейвис                                                  | 13 января 2009   | 9,8                 |
| 215     | 13         | «Snatched» «Похищение»     | Дэвид Платт          | Мик Бетанкорт                                                 | 3 февраля 2009   | 10,3                |
| 216     | 14         | «Transitions» «Переход»    | Питер Лето           | Кен Сторер                                                    | 17 февраля 2009  | 9,5                 |
| 217     | 15         | «Lead» «Свинец»            | Дэвид Платт          | Джонатан Грин                                                 | 10 марта 2009    | 11,1                |
| 218     | 16         | «Ballerina» «Балерина»     | Питер Лето           | Дэниел Трули                                                  | 17 марта 2009    | 10,7                |
| 219     | 17         | «Hell» «Ад»                | Дэвид Платт          | Аманда Грин                                                   | 31 марта 2009    | 9,4                 |
| 220     | 18         | «Baggage» «Багаж»          | Крис Залла           | Джудит Маккрири                                               | 7 апреля 2009    | 9,3                 |
| 221     | 19         | «Selfish» «Эгоизм»         | Дэвид Платт          | Мик Бетанкорт                                                 | 28 апреля 2009   | 10,5                |
| 222     | 20         | «Crush» «Давление»         | Питер Лето           | Джонатан Грин                                                 | 5 мая 2009       | 9,8                 |
| 223     | 21         | «Liberties» «Привилегии»   | Хуан Хосе Кампанелла | Дон Денун                                                     | 19 мая 2009      | 6,9                 |
| 224     | 22         | «Zebras» «Зебры»           | Питер Лето           | Аманда Грин и Дэниел Трули                                    | 2 июня 2009      | 11,6                |

### Сезон 11 (2009—2010)
| № общий | № в сезоне | Название                            | Режиссёр             | Автор сценария                                       | Дата премьеры    | Зрители в США (млн) |
| ------- | ---------- | ----------------------------------- | -------------------- | ---------------------------------------------------- | ---------------- | ------------------- |
| 225     | 1          | «Unstable» «Неустойчивый»           | Артур У. Форни       | Джудит Маккрири                                      | 23 сентября 2009 | 8,4                 |
| 226     | 2          | «Sugar» «Сахар»                     | Питер Лето           | Дэниел Трули                                         | 30 сентября 2009 | 8,1                 |
| 227     | 3          | «Solitary» «Одиночка»               | Хелен Шейвер         | Аманда Грин                                          | 7 октября 2009   | 8,3                 |
| 228     | 4          | «Hammered» «Мертвецки пьяный»       | Питер Лето           | Дон Денун                                            | 14 октября 2009  | 8,8                 |
| 229     | 5          | «Hardwired» «Запрограмированный»    | Дэвид Платт          | Мик Бетанкорт                                        | 21 октября 2009  | 9,2                 |
| 230     | 6          | «Spooked» «Напуганный»              | Питер Лето           | Джонатан Грин                                        | 28 октября 2009  | 8,2                 |
| 231     | 7          | «Users» «Пользователи»              | Дэвид Платт          | Майкл Анджели                                        | 4ноября 2009     | 7,9                 |
| 232     | 8          | «Turmoil» «Смятение»                | Питер Лето           | Джудит Маккрири                                      | 11 ноября 2009   | 8,8                 |
| 233     | 9          | «Perverted» «Искажение»             | Дэвид Платт          | Дон Денун                                            | 18 ноября 2009   | 8,4                 |
| 234     | 10         | «Anchor» «Якорь»                    | Джонатан Каплан      | Аманда Грин и Дэниел Трули                           | 9 декабря 2009   | 7,9                 |
| 235     | 11         | «Quickie» «Халтура»                 | Дэвид Платт          | Кен Сторер                                           | 6 января 2010    | 10,6                |
| 236     | 12         | «Shadow» «Тень»                     | Эми Редфорд          | Аманда Грин                                          | 13 января 2010   | 7,7                 |
| 237     | 13         | «P.C.» «Достаточное основание»      | Хуан Хосе Кампанелла | Дэниел Трули                                         | 3 марта 2010     | 8,1                 |
| 238     | 14         | «Savior» «Спаситель»                | Питер Лето           | Мик Бетанкорт                                        | 3 марта 2010     | 8,1                 |
| 239     | 15         | «Confidential» «Конфиденциальность» | Питер Лето           | Джонатан Грин                                        | 10 марта 2010    | 8,5                 |
| 240     | 16         | «Witness» «Свидетель»               | Дэвид Платт          | Дон Денун и Кристин М. Торрес                        | 17 марта 2010    | 9,7                 |
| 241     | 17         | «Disabled» «Калека»                 | Пол Блэк             | Джудит Маккрири                                      | 24 марта 2010    | 10,6                |
| 242     | 18         | «Bedtime» «На сон грядущий»         | Хелен Шейвер         | Сценарий: Нил Бэр и Дэниел Трули Сюжет: Чарли Дейвис | 31 марта 2010    | 10,1                |
| 243     | 19         | «Conned» «Обманщик»                 | Дэвид Платт          | Кен Сторер                                           | 7 апреля 2010    | 8,4                 |
| 244     | 20         | «Beef» «Говядина»                   | Питер Лето           | Лиза Лумер                                           | 21 апреля 2010   | 8,8                 |
| 245     | 21         | «Torch» «Факел»                     | Питер Лето           | Мик Бетанкорт и Аманда Грин                          | 28 апреля 2010   | 9,5                 |
| 246     | 22         | «Ace» «Туз»                         | Дэвид Платт          | Джонатан Грин                                        | 5 мая 2010       | 8,4                 |
| 247     | 23         | «Wannabe» «Подражатель»             | Дэвид Платт          | Дон Денун                                            | 12 мая 2010      | 8,6                 |
| 248     | 24         | «Shattered» «Разрушение»            | Питер Лето           | Аманда Грин и Дэниел Трули                           | 19 мая 2010      | 8,8                 |

### Сезон 12 (2010—2011)
| № общий | № в сезоне | Название                       | Режиссёр                       | Автор сценария                | Дата премьеры    | Зрители в США (млн) |
| ------- | ---------- | ------------------------------ | ------------------------------ | ----------------------------- | ---------------- | ------------------- |
| 249     | 1          | «Locum» «Временная замена»     | Артур У. Форни                 | Дон Денун                     | 22 сентября 2010 | 9,68                |
| 250     | 2          | «Bullseye» «В яблочко»         | Питер Лето                     | Дэниел Трули                  | 22 сентября 2010 | 9,68                |
| 251     | 3          | «Behave» «Манера поведения»    | Хелен Шейвер                   | Джонатан Грин                 | 29 сентября 2010 | 9,48                |
| 252     | 4          | «Merchandise» «Товар»          | Питер Лето                     | Джудит Маккрири               | 6 октября 2010   | 8,69                |
| 253     | 5          | «Wet» «Сырость»                | Джонатан Каплан                | Спид Уид                      | 13 октября 2010  | 8,13                |
| 254     | 6          | «Branded» «Заклейменные»       | Питер Лето                     | Крис Бранкато                 | 20 октября 2010  | 8,74                |
| 255     | 7          | «Trophy» «Трофей»              | Донна Дейч                     | Кен Сторер                    | 3 ноября 2010    | 8,13                |
| 256     | 8          | «Penetration» «Проникновение»  | Питер Лето                     | Кристин М. Торрес и Дон Денун | 10 ноября 2010   | 7,18                |
| 257     | 9          | «Gray» «Серость»               | Хелен Шейвер                   | Джордж Хуанг                  | 17 ноября 2010   | 7,65                |
| 258     | 10         | «Rescue» «Избавление»          | Питер Лето и Константин Макрис | Дэниел Трули                  | 1 декабря 2010   | 9,22                |
| 259     | 11         | «Pop» «Папуля»                 | Норберто Барба                 | Джонатан Грин                 | 5 января 2011    | 10,60               |
| 260     | 12         | «Possessed» «Одержимый»        | Константин Макрис              | Брайан Фейган                 | 5 января 2011    | 10,60               |
| 261     | 13         | «Mask» «Маска»                 | Донна Дейч                     | Спид Уид                      | 12 января 2011   | 8,39                |
| 262     | 14         | «Dirty» «Грязь»                | Хелен Шейвер                   | Джудит Маккрири               | 19 января 2011   | 6,97                |
| 263     | 15         | «Flight» «Полёт»               | Алекс Чаппл                    | Дон Денун и Кристин М. Торрес | 2 февраля 2011   | 8,81                |
| 264     | 16         | «Spectacle» «Спектакль»        | Питер Лето                     | Крис Бранкато                 | 9 февраля 2011   | 7,89                |
| 265     | 17         | «Pursuit» «Преследование»      | Джонатан Каплан                | Джудит Маккрири               | 16 февраля 2011  | 7,31                |
| 266     | 18         | «Bully» «Задира»               | Хелен Шейвер                   | Кен Сторер                    | 23 февраля 2011  | 8,02                |
| 267     | 19         | «Bombshell» «Красотка»         | Патрик Кридон                  | Дэниел Трули                  | 23 марта 2011    | 8,84                |
| 268     | 20         | «Totem» «Тотем»                | Джонатан Каплан                | Джонатан Грин                 | 30 марта 2011    | 8,54                |
| 269     | 21         | «Reparations» «Возмещение»     | Константин Макрис              | Кристин М. Торрес             | 6 апреля 2011    | 8,29                |
| 270     | 22         | «Bang» «Бах!»                  | Питер Лето                     | Спид Уид                      | 4 мая 2011       | 8,53                |
| 271     | 23         | «Delinquent» «Правонарушитель» | Холли Дейл                     | Дон Денун                     | 11 мая 2011      | 8,10                |
| 272     | 24         | «Smoked» «Дым»                 | Хелен Шейвер                   | Джонатан Грин и Дэниел Трули  | 18 мая 2011      | 8,98                |

### Сезон 13 (2011—2012)
| № общий | № в сезоне | Название                                      | Режиссёр          | Автор сценария                                                           | Дата премьеры    | Зрители в США (млн) |
| ------- | ---------- | --------------------------------------------- | ----------------- | ------------------------------------------------------------------------ | ---------------- | ------------------- |
| 273     | 1          | «Scorched Earth» «Выжженная земля»            | Майкл Словис      | Дэвид Мэттьюс                                                            | 21 сентября 2011 | 7,63                |
| 274     | 2          | «Fouls» «Нарушения»                           | Джим Маккей       | Брайан Голубофф                                                          | 28 сентября 2011 | 7,24                |
| 275     | 3          | «Blood Brothers» «Братья по крови»            | Том Дичилло       | Уоррен Ли и Джули Мартин                                                 | 5 октября 2011   | 7,98                |
| 276     | 4          | «Double Strands» «Два направления»            | Фред Бернер       | Джон П. Роше                                                             | 12 октября 2011  | 7,34                |
| 277     | 5          | «Missing Pieces» «Недостающие части»          | Питер Лето        | Джули Мартин и Уоррен Ли                                                 | 19 октября 2011  | 7,66                |
| 278     | 6          | «Believers» «Принимающие на веру»             | Кортни Хант       | Робин Вейт                                                               | 2 ноября 2011    | 7,10                |
| 279     | 7          | «Russian Brides» «Русские невесты»            | Алекс Чаппл       | Брайан Голубофф                                                          | 9 ноября 2011    | 6,70                |
| 280     | 8          | «Educated Guess» «Обоснованное предположение» | Артур У. Форни    | Джудит Маккрири                                                          | 16 ноября 2011   | 7,33                |
| 281     | 9          | «Lost Traveller» «Пропавший путешественник»   | Жан де Сегонзак   | Джули Мартин и Дэвид Мэттьюс                                             | 30 ноября 2011   | 9,90                |
| 282     | 10         | «Spiraling Down» «Опускаясь вниз»             | Алекс Чаппл       | Джон П. Роше и Уоррен Ли                                                 | 7 декабря 2011   | 7,03                |
| 283     | 11         | «Theatre Tricks» «Театральные трюки»          | Константин Макрис | Сценарий: Мэригрейс О’Ши Сюжет: Мэригрейс О’Ши, Джули Мартин и Уоррен Ли | 11 января 2012   | 8,40                |
| 284     | 12         | «Official Story» «Официальная версия»         | Майкл Смит        | Питер Блаунер                                                            | 18 января 2012   | 6,42                |
| 285     | 13         | «Father's Shadow» «Тень отца»                 | Жан де Сегонзак   | Уоррен Ли и Джули Мартин                                                 | 8 февраля 2012   | 6,55                |
| 286     | 14         | «Home Invasions» «Вторжение в дом»            | Джим Маккей       | Брайан Голубофф                                                          | 15 февраля 2012  | 5,90                |
| 287     | 15         | «Hunting Ground» «Охотничьи угодья»           | Джонатан Каплан   | Сценарий: Дэвид Мэттьюс и Джон П. Роше Сюжет: Джон П. Роше и Уоррен Ли   | 22 февраля 2012  | 5,99                |
| 288     | 16         | «Child's Welfare» «Охрана детства»            | Холли Дейл        | Сценарий: Питер Блаунер и Джули Мартин Сюжет: Уоррен Ли                  | 29 февраля 2012  | 5,42                |
| 289     | 17         | «Justice Denied» «Отказ в правосудии»         | Майкл Словис      | Сценарий: Стюарт Фелдман Сюжет: Стюарт Фельдман и Уоррен Ли              | 11 апреля 2012   | 5,57                |
| 290     | 18         | «Valentine's Day» «День святого Валентина»    | Питер Лето        | Джули Мартин и Уоррен Ли                                                 | 18 апреля 2012   | 5,95                |
| 291     | 19         | «Street Revenge» «Уличная месть»              | Артур У. Форни    | Сценарий: Дэвид Мэттьюс Сюжет: Дэвид Мэттьюс и Джули Мартин              | 25 апреля 2012   | 6,56                |
| 292     | 20         | «Father Dearest» «Дорогой отец»               | Розмари Родригес  | Сценарий: Джон П. Рошес Сюжет: Джон П. Роше и Уоррен Ли                  | 2 мая 2012       | 6,62                |
| 293     | 21         | «Learning Curve» «Кривая обучаемости»         | Джонатан Херрон   | Сценарий: Робин Вейт Сюжет: Уоррен Ли и Джули Мартин                     | 9 мая 2012       | 5,90                |
| 294     | 22         | «Strange Beauty» «Странная красота»           | Алекс Чаппл       | Питер Блаунер и Робин Вейт                                               | 16 мая 2012      | 5,56                |
| 295     | 23         | «Rhodium Nights» «Родийские ночи»             | Норберто Барба    | Уоррен Ли и Джули Мартин                                                 | 23 мая 2012      | 7,16                |

### Сезон 14 (2012—2013)
| № общий | № в сезоне | Название                                       | Режиссёр         | Автор сценария                                                                       | Дата премьеры    | Зрители в США (млн) |
| ------- | ---------- | ---------------------------------------------- | ---------------- | ------------------------------------------------------------------------------------ | ---------------- | ------------------- |
| 296     | 1          | «Lost Reputation» «Испорченная репутация»      | Майкл Словис     | Уоррен Ли и Джули Мартин                                                             | 26 сентября 2012 | 7,19                |
| 297     | 2          | «Above Suspicion» «Выше подозрений»            | Майкл Словис     | Джули Мартин и Уоррен Ли                                                             | 26 сентября 2012 | 7,19                |
| 298     | 3          | «Twenty-Five Acts» «Двадцать пять действий»    | Жан де Сегонзак  | Сценарий: Джон П. Роше Сюжет: Уоррен Ли и Джули Мартин                               | 10 октября 2012  | 6,24                |
| 299     | 4          | «Acceptable Loss» «Приемлемая потеря»          | Алекс Чаппл      | Эд Закерман                                                                          | 17 октября 2012  | 6,25                |
| 300     | 5          | «Manhattan Vigil» «Манхэттенское бдение»       | Жан де Сегонзак  | Питер Блаунер                                                                        | 24 октября 2012  | 6,77                |
| 301     | 6          | «Friending Emily» «Зафрендить Эмили»           | Джим Маккей      | Кевин Фокс                                                                           | 31 октября 2012  | 6,05                |
| 302     | 7          | «Vanity's Bonfire» «Костёр тщеславия»          | Майкл Словис     | Сценарий: Гвендолин Паркер Сюжет: Гвендолин Паркер и Уоррен Ли                       | 14 ноября 2012   | 5,78                |
| 303     | 8          | «Lessons Learned» «Выученные уроки»            | Алекс Чаппл      | Сценарий: Эд Закерман и Джон П. Роше Сюжет: Джули Мартин и Эд Закерман               | 21 ноября 2012   | 5,20                |
| 304     | 9          | «Dreams Deferred» «Отложенные мечты»           | Майкл Смит       | Джули Мартин и Уоррен Ли                                                             | 5 декабря 2012   | 6,16                |
| 305     | 10         | «Presumed Guilty» «Презумпция виновности»      | Кортни Хант      | Кевин Фокс                                                                           | 2 января 2013    | 7,73                |
| 306     | 11         | «Beautiful Frame» «Красивая рамка»             | Жан де Сегонзак  | Питер Блаунер                                                                        | 9 января 2013    | 8,42                |
| 307     | 12         | «Criminal Hatred» «Преступная ненависть»       | Адам Бернстайн   | Эд Закерман                                                                          | 30 января 2013   | 6,42                |
| 308     | 13         | «Monster's Legacy» «Наследие монстра»          | Жан де Сегонзак  | Сценарий: Джон П. Роше Сюжет: Уоррен Ли и Джули Мартин                               | 6 февраля 2013   | 5,23                |
| 309     | 14         | «Secrets Exhumed» «Секреты эксгумированных»    | Лора Белси       | Уоррен Ли и Джули Мартин                                                             | 13 февраля 2013  | 6,35                |
| 310     | 15         | «Deadly Ambition» «Смертельные амбиции»        | Джим Маккей      | Сценарий: Уоррен Ли и Джули Мартин Сюжет: Питер Блаунер и Кевин Фокс                 | 20 февраля 2013  | 5,61                |
| 311     | 16         | «Funny Valentine» «Смешной возлюбленный»       | Жан де Сегонзак  | Гвендолин Паркер                                                                     | 27 февраля 2013  | 5,44                |
| 312     | 17         | «Undercover Blue» «Полицейский под прикрытием» | Майкл Смит       | Эд Закерман и Аарон Трейси                                                           | 20 марта 2013    | 5,51                |
| 313     | 18         | «Legitimate Rape» «Законное изнасилование»     | Джонатан Херрон  | Кевин Фокс и Питер Блаунер                                                           | 27 марта 2013    | 6,61                |
| 314     | 19         | «Born Psychopath» «Рождённый психопатом»       | Алекс Чаппл      | Джули Мартин и Уоррен Ли                                                             | 3 апреля 2013    | 6,34                |
| 315     | 20         | «Girl Dishonored» «Обесчещенная девушка»       | Холли Дейл       | Сценарий: Роберт Брукс Коэн Сюжет: Уоррен Ли и Джули Мартин                          | 24 апреля 2013   | 7,35                |
| 316     | 21         | «Traumatic Wound» «Больная рана»               | Алекс Закржевски | Гвендолин Паркер и Джон П. Роше                                                      | 1 мая 2013       | 5,72                |
| 317     | 22         | «Poisoned Motive» «Ядовитый мотив»             | Артур У. Форни   | Сценарий: Джули Мартин и Эд Закерман Сюжет: Уоррен Ли                                | 8 мая 2013       | 6,91                |
| 318     | 23         | «Brief Interlude» «Краткая интерлюдия»         | Кевин Брей       | Сценарий: Питер Блаунер и Кевин Фокс Сюжет: Питер Блаунер, Кевин Фокс и Педро Гарсия | 15 мая 2013      | 6,48                |
| 319     | 24         | «Her Negotiation» «Её переговоры»              | Норберто Барба   | Джули Мартин и Уоррен Ли                                                             | 22 мая 2013      | 6,66                |

### Сезон 15 (2013—2014)
| № общий | № в сезоне | Название                                      | Режиссёр            | Автор сценария                                                                 | Дата премьеры    | Зрители в США (млн) |
| ------- | ---------- | --------------------------------------------- | ------------------- | ------------------------------------------------------------------------------ | ---------------- | ------------------- |
| 320     | 1          | «Surrender Benson» «Капитуляция Бенсон»       | Майкл Смит          | Уоррен Ли и Джули Мартин                                                       | 25 сентября 2013 | 9,58                |
| 321     | 2          | «Imprisoned Lives» «Жизнь в тюрьме»           | Майкл Словис        | Джули Мартин и Уоррен Ли                                                       | 25 сентября 2013 | 9,58                |
| 322     | 3          | «American Tragedy» «Американская трагедия»    | Фред Бернер         | Сценарий: Уоррен Ли и Джули Мартин Сюжет: Джилл Аббинанти                      | 2 октября 2013   | 6,85                |
| 323     | 4          | «Internal Affairs» «Внутренние дела»          | Жан де Сегонзак     | Кевин Фокс                                                                     | 9 октября 2013   | 6,31                |
| 324     | 5          | «Wonderland Story» «История Страны Чудес»     | Дженнифер Гетзингер | Сценарий: Уоррен Ли и Джули Мартин Сюжет: Эд Закерман и Лоуренс Каплоу         | 16 октября 2013  | 7,48                |
| 325     | 6          | «October Surprise» «Октябрьский сюрприз»      | Питер Уэрнер        | Сценарий: Питер Блаунер Сюжет: Уоррен Ли и Питер Блаунер                       | 23 октября 2013  | 5,53                |
| 326     | 7          | «Dissonant Voices» «Противоречивые голоса»    | Алекс Чаппл         | Джон П. Роше                                                                   | 6 ноября 2013    | 5,65                |
| 327     | 8          | «Military Justice» «Военная юстиция»          | Том Дичилло         | Лоуренс Каплоу                                                                 | 13 ноября 2013   | 6,16                |
| 328     | 9          | «Rapist Anonymous» «Анонимный насильник»      | Стив Шилл           | Джули Мартин и Уоррен Ли                                                       | 20 ноября 2013   | 5,97                |
| 329     | 10         | «Psycho/Therapist» «Псих/Терапевт»            | Майкл Словис        | Уоррен Ли и Джули Мартин                                                       | 8 января 2014    | 8,81                |
| 330     | 11         | «Amaro's One-Eighty» «Разворот Амаро»         | Ник Гомес           | Сценарий: Кевин Фокс Сюжет: Уоррен Ли и Джули Мартин                           | 15 января 2014   | 5,44                |
| 331     | 12         | «Jersey Breakdown» «Разрушение Джерси»        | Джонатан Херрон     | Сценарий: Селин Си Робинсон Сюжет: Джули Мартин и Селин Си Робинсон            | 22 января 2014   | 6,68                |
| 332     | 13         | «Betrayal's Climax» «Торжество предательства» | Холли Дейл          | Джилл Аббинанти                                                                | 29 января 2014   | 7,59                |
| 333     | 14         | «Wednesday's Child» «Дитя среды»              | Лора Белси          | Сценарий: Питер Блаунер Сюжет: Питер Блаунер и Уоррен Ли                       | 5 февраля 2014   | 6,24                |
| 334     | 15         | «Comic Perversion» «Извращение комика»        | Алекс Чаппл         | Сценарий: Брианна Йеллен Сюжет: Брианна Йеллен, Джули Мартин и Уоррен Ли       | 26 февраля 2014  | 7,78                |
| 335     | 16         | «Gridiron Soldier» «Солдат футбольного поля»  | Жан де Сегонзак     | Сценарий: Джон П. Роше Сюжет: Джон П. Роше и Джули Мартин                      | 5 марта 2014     | 6,01                |
| 336     | 17         | «Gambler's Fallacy» «Ошибка игрока»           | Алекс Чаппл         | Сценарий: Джули Мартин и Уоррен Ли Сюжет: Кевин Фокс                           | 12 марта 2014    | 6,28                |
| 337     | 18         | «Criminal Stories» «Криминальные истории»     | Маришка Харгитей    | Сценарий: Питер Блаунер Сюжет: Уоррен Ли и Джули Мартин                        | 19 марта 2014    | 5,82                |
| 338     | 19         | «Downloaded Child» «Скачанный ребёнок»        | Адам Бернстайн      | Сценарий: Джилл Аббинанти Сюжет: Джули Мартин и Уоррен Ли                      | 2 апреля 2014    | 5,90                |
| 339     | 20         | «Beast’s Obsession» «Одержимость зверя»       | Стив Шилл           | Уоррен Ли и Джули Мартин                                                       | 9 апреля 2014    | 7,41                |
| 340     | 21         | «Post-Mortem Blues» «Посмертный блюз»         | Майкл Словис        | Джули Мартин и Уоррен Ли                                                       | 30 апреля 2014   | 6,20                |
| 341     | 22         | «Reasonable Doubt» «Обоснованное сомнение»    | Алекс Чаппл         | Кевин Фокс и Роберт Брукс Коэн                                                 | 7 мая 2014       | 5,34                |
| 342     | 23         | «Thought Criminal» «Мысль преступника»        | Адам Бернстайн      | Сценарий: Питер Блаунер Сюжет: Питер Блаунер, Джули Мартин и Уоррен Ли         | 14 мая 2014      | 5,42                |
| 343     | 24         | «Spring Awakening» «Весеннее пробуждение»     | Норберто Барба      | Сценарий: Уоррен Ли и Джули Мартин Сюжет: Уоррен Ли, Джули Мартин и Кевин Фокс | 21 мая 2014      | 6,39                |

### Сезон 16 (2014—2015)
| № общий | № в сезоне | Название                                        | Режиссёр            | Автор сценария                                                                                             | Дата премьеры    | Зрители (млн) |
| ------- | ---------- | ----------------------------------------------- | ------------------- | --- | ---------------- | ------------- |
| 344     | 1          | «Girls Disappeared» «Исчезнувшие девочки»       | Алекс Чаппл         | Сценарий: Роберт Брукс Коэн и Кевин Фокс Сюжет: Уоррен Ли и Джули Мартин                                   | 24 сентября 2014 | 10,07         |
| 345     | 2          | «American Disgrace» «Американский позор»        | Артур У. Форни      | Уоррен Ли и Джули Мартин                                                                                   | 1 октября 2014   | 7,73          |
| 346     | 3          | «Producer’s Backend» «Бекэнд продюсера»         | Майкл Прессман      | Сценарий: Джилл Аббинанти и Брианна Йеллен Сюжет: Джули Мартин и Уоррен Ли                                 | 8 октября 2014   | 7,55          |
| 347     | 4          | «Holden’s Manifesto» «Манифест Холдена»         | Жан де Сегонзак     | Сценарий: Джули Мартин и Уоррен Ли Сюжет: Кевин Фокс                                                       | 15 октября 2014  | 7,16          |
| 348     | 5          | «Pornstar’s Requiem» «Реквием порнозвезды»      | Дженнифер Гетзингер | Сценарий: Роберт Брукс Коэн и Селин Си Робинсон Сюжет: Кевин Фокс и Уоррен Ли                              | 22 октября 2014  | 7,19          |
| 349     | 6          | «Glasgowman’s Wrath» «Гнев одноглазого»         | Жан де Сегонзак     | Сценарий: Брианна Йеллен и Джилл Аббинанти Сюжет: Джули Мартин и Уоррен Ли                                 | 5 ноября 2014    | 7,00          |
| 350     | 7          | «Chicago Crossover» «Чикагский кроссовер»       | Стив Шилл           | Сценарий: Эд Закерман Сюжет: Дик Вульф и Уоррен Ли                                                         | 12 ноября 2014   | 10,01         |
| 351     | 8          | «Spousal Privilege» «Супружеская привилегия»    | Шарат Раджу         | Сценарий: Джули Миллер и Саманта Ховард Корбин Сюжет: Уоррен Ли и Джули Миллер                             | 19 ноября 2014   | 7,93          |
| 352     | 9          | «Pattern Seventeen» «Образец семнадцать»        | Марта Митчелл       | Кевин Фокс                                                                                                 | 10 декабря 2014  | 6,90          |
| 353     | 10         | «Forgiving Rollins» «Прощая Роллинс»            | Майкл Словис        | Джули Мартин и Уоррен Ли                                                                                   | 7 января 2015    | 7,76          |
| 354     | 11         | «Agent Provocateur» «Агент провокатор»          | Алекс Чаппл         | Саманта Ховард, Корбин                                                                                     | 14 января 2015   | 6,68          |
| 355     | 12         | «Padre Sandunguero» «Падре Сандунгеро»          | Маришка Харгитей    | Сценарий: Питер Блаунер Сюжет: Питер Блаунер и Уоррен Ли                                                   | 21 января 2015   | 6,77          |
| 356     | 13         | «Decaying Morality» «Разлагающаяся мораль»      | Майкл Прессман      | Кевин Фокс и Брианна Йеллен                                                                                | 4 февраля 2015   | 6,20          |
| 357     | 14         | «Intimidation Game» «Устрашающая игра»          | Жан де Сегонзак     | Сценарий: Селин Си Робинсон и Роберт Брукс Коэн Сюжет: Джули Мартин, Селин Си Робинсон и Роберт Брукс Коэн | 11 февраля 2015  | 6,12          |
| 358     | 15         | «Undercover Mother» «Мать под прикрытием»       | Стив Шилл           | Уоррен Ли и Джули Мартин                                                                                   | 18 февраля 2015  | 6,45          |
| 359     | 16         | «December Solstice» «Декабрьское солнцестояние» | Шарат Раджу         | Эд Закерман                                                                                                | 25 февраля 2015  | 7,72          |
| 360     | 17         | «Parole Violations» «Условно-досрочное насилие» | Жан де Сегонзак     | Джилл Аббинанти                                                                                            | 25 марта 2015    | 5,92          |
| 361     | 18         | «Devastating Story» «Шокирующая история»        | Майкл Словис        | Саманта Ховард Корбин                                                                                      | 1 апреля 2015    | 6,25          |
| 362     | 19         | «Granting Immunity» «Предоставление иммунитета» | Холли Дейл          | Сценарий: Брианна Йеллен и Эй Зелл Уильямс Сюжет: Джули Мартин и Уоррен Ли                                 | 8 апреля 2015    | 7,31          |
| 363     | 20         | «Daydream Believer» «Неисправимый мечтатель»    | Марта Митчелл       | Сценарий: Джули Мартин и Эд Закерман Сюжет: Уоррен Ли и Мэтт Олмстед                                       | 29 апреля 2015   | 9,28          |
| 364     | 21         | «Perverted Justice» «Извращённое правосудие»    | Алекс Чаппл         | Сценарий: Роберт Брукс Коэн и Селин Си Робинсон Сюжет: Уоррен Ли и Джули Мартин                            | 6 мая 2015       | 6,11          |
| 365     | 22         | «Parents' Nightmare» «Ночной кошмар родителей»  | Жан де Сегонзак     | Кевин Фокс и Брендан Фини                                                                                  | 13 мая 2015      | 6,82          |
| 366     | 23         | «Surrendering Noah» «Отрекаясь от Ноа»          | Майкл Словис        | Джули Мартин и Уоррен Ли                                                                                   | 20 мая 2015      | 6,96          |

### Сезон 17 (2015—2016)
| № общий | № в сезоне | Название                                            | Режиссёр         | Автор сценария                                                                                                  | Дата премьеры    | Зрители (млн) |
| ------- | ---------- | --------------------------------------------------- | ---------------- | --- | ---------------- | ------------- |
| 367     | 1          | «Devil’s Dissections» «Вскрытие дьявола»            | Жан де Сегонзак  | Сценарий: Уоррен Ли и Джули Мартин Сюжет: Кевин Фокс                                                            | 23 сентября 2015 | 8,27          |
| 368     | 2          | «Criminal Pathology» «Преступная патология»         | Алекс Чаппл      | Сценарий: Джули Мартин и Уоррен Ли Сюжет: Кевин Фокс                                                            | 23 сентября 2015 | 8,27          |
| 369     | 3          | «Transgender Bridge» «Трансгендерный мост»          | Артур У. Форни   | Сценарий: Джилл Аббинанти и Селин Си Робинсон Сюжет: Джули Мартин и Уоррен Ли                                   | 30 сентября 2015 | 6,69          |
| 370     | 4          | «Institutional Fail» «Институциональный провал»     | Марта Митчелл    | Сценарий: Джули Мартин и Брианна Йеллен Сюжет: Саманта Ховард Корбин                                            | 7 октября 2015   | 7,00          |
| 371     | 5          | «Community Policing» «Охрана общественного порядка» | Жан де Сегонзак  | Сценарий: Уоррен Ли и Эй Зелл Уильямс Сюжет: Кевин Фокс                                                         | 14 октября 2015  | 6,20          |
| 372     | 6          | «Maternal Instincts» «Материнский инстинкт»         | Майкл Прессман   | Сценарий: Уоррен Ли и Джули Мартин Сюжет: Роберт Брукс Коэн                                                     | 21 октября 2015  | 6,33          |
| 373     | 7          | «Patrimonial Burden» «Родительское бремя»           | Марта Митчелл    | Сценарий: Джилл Аббинанти и Селин Си Робинсон Сюжет: Уоррен Ли и Джули Мартин                                   | 4 ноября 2015    | 6,55          |
| 374     | 8          | «Melancholy Pursuit» «Меланхоличное преследование»  | Майкл Прессман   | Сценарий: Уоррен Ли и Джули Мартин Сюжет: Брианна Йеллен и Саманта Ховард Корбин                                | 11 ноября 2015   | 7,76          |
| 375     | 9          | «Depravity Standard» «Стандарт порочности»          | Марта Митчелл    | Эд Закерман | 18 ноября 2015   | 6,29          |
| 376     | 10         | «Catfishing Teacher» «Хищный учитель»               | Майкл Словис     | Кевин Фокс | 6 января 2016    | 7,84          |
| 377     | 11         | «Townhouse Incident» «Происшествие в таунхаусе»     | Ник Гомес        | Брианна Йеллен                                                                                                  | 13 января 2016   | 8,01          |
| 378     | 12         | «A Misunderstanding» «Недоразумение»                | Маришка Харгитей | Селин Си Робинсон                                                                                               | 20 января 2016   | 6,91          |
| 379     | 13         | «Forty-One Witnesses» «Сорок один свидетель»        | Майкл Прессман   | Роберт Брукс Коэн                                                                                               | 3 февраля 2016   | 7,31          |
| 380     | 14         | «Nationwide Manhunt» «Национальный розыск»          | Алекс Чаппл      | Уоррен Ли и Джули Мартин                                                                                        | 10 февраля 2016  | 7,59          |
| 381     | 15         | «Collateral Damages» «Сопутствующий ущерб»          | Розмари Родригес | Саманта Ховард Корбин                                                                                           | 17 февраля 2016  | 7,73          |
| 382     | 16         | «Star-Struck Victims» «Жертвы одержимости звёздами» | Майкл Прессман   | Эй Зелл Уильямс                                                                                                 | 24 февраля 2016  | 6,47          |
| 383     | 17         | «Manhattan Transfer» «Передача Манхэттена»          | Алекс Чаппл      | Сценарий: Уоррен Ли и Джули Мартин Сюжет: Кевин Фокс и Брендан Фини                                             | 2 марта 2016     | 6,86          |
| 384     | 18         | «Unholiest Alliance» «Нечестивый союз»              | Жан де Сегонзак  | Сценарий: Уоррен Ли и Джули Мартин Сюжет: Кевин Фокс и Брендан Фини                                             | 23 марта 2016    | 6,11          |
| 385     | 19         | «Sheltered Outcasts» «Защищённые изгои»             | Маришка Харгитей | Эд Закерман | 30 марта 2016    | 6,07          |
| 386     | 20         | «Fashionable Crimes» «Модные преступления»          | Марта Митчелл    | Пенелопи Кёчл и Джилл Лори Херст                                                                                | 4 мая 2016       | 5,26          |
| 387     | 21         | «Assaulting Reality» «Нападающее реалити»           | Алекс Чаппл      | Сценарий: Джули Мартин, Уоррен Ли, Брианна Йеллен и Роберт Брукс Коэн Сюжет: Брианна Йеллен и Роберт Брукс Коэн | 11 мая 2016      | 6,06          |
| 388     | 22         | «Intersecting Lives» «Пересекающиеся жизни»         | Джонатан Старч   | Джули Мартин и Уоррен Ли                                                                                        | 18 мая 2016      | 5,78          |
| 389     | 23         | «Heartfelt Passages» «Искренние пассажи»            | Алекс Чаппл      | Уоррен Ли и Джули Мартин                                                                                        | 25 мая 2016      | 7,19          |

### Сезон 18 (2016—2017)
| № общий | № в сезоне | Название                                      | Режиссёр          | Автор сценария                                                          | Дата премьеры    | Зрители (млн) |
| ------- | ---------- | --------------------------------------------- | ----------------- | ----------------------------------------------------------------------- | ---------------- | ------------- |
| 390     | 1          | «Terrorized» «Затерроризированный»            | Алик Сахаров      | Рик Ид и Джули Мартин                                                   | 21 сентября 2016 | 7,83          |
| 391     | 2          | «Making a Rapist» «Создавая насильника»       | Майкл Прессман    | Кевин Фокс                                                              | 28 сентября 2016 | 6,09          |
| 392     | 3          | «Imposter» «Самозванец»                       | Жан де Сегонзак   | Рик Ид и Гевин Харрис                                                   | 5 октября 2016   | 5,76          |
| 393     | 4          | «Heightened Emotions» «Сильные эмоции»        | Алекс Чаппл       | Джули Мартин и Селин Си Робинсон                                        | 12 октября 2016  | 5,88          |
| 394     | 5          | «Rape Interrupted» «Прерванное изнасилование» | Майкл Прессман    | Джули Мартин и Брианна Йеллен                                           | 26 октября 2016  | 5,85          |
| 395     | 6          | «Broken Rhymes» «Плохие рифмы»                | Адам Бернстайн    | Рик Ид и Джеффри Бейкер                                                 | 9 ноября 2016    | 5,55          |
| 396     | 7          | «Next Chapter» «Следующая глава»              | Фред Бернер       | Рик Ид и Гевин Харрис                                                   | 4 января 2017    | 5,82          |
| 397     | 8          | «Chasing Theo» «Преследуя Тео»                | Жан де Сегонзак   | Джули Мартин и Роберт Брукс Коэн                                        | 11 января 2017   | 6,05          |
| 398     | 9          | «Decline and Fall» «Упадок и разрушение»      | Жан де Сегонзак   | Эд Закерман и Роберт Брукс Коэн                                         | 18 января 2017   | 6,46          |
| 399     | 10         | «Motherly Love» «Материнская любовь»          | Маришка Харгитей  | Рик Ид и Джули Мартин                                                   | 8 февраля 2017   | 6,93          |
| 400     | 11         | «Great Expectations» «Большие надежды»        | Марта Митчелл     | Кевин Фокс и Брендан Фини                                               | 15 февраля 2017  | 6,00          |
| 401     | 12         | «No Surrender» «Не сдаваться»                 | Стефани Марквардт | Гевин Харрис и Кинан Коупен                                             | 22 февраля 2017  | 5,76          |
| 402     | 13         | «Genes» «Гены»                                | Майкл Прессман    | Рик Ид и Селин Си Робинсон                                              | 22 марта 2017    | 5,19          |
| 403     | 14         | «Net Worth» «Чистая стоимость»                | Алекс Чаппл       | Рик Ид и Джеффри Бейкер                                                 | 29 марта 2017    | 5,00          |
| 404     | 15         | «Know It All» «Знаю всё»                      | Джонатан Херрон   | Эд Закерман и Кевин Фокс                                                | 5 апреля 2017    | 5,07          |
| 405     | 16         | «The Newsroom» «Отдел новостей»               | Джоно Оливер      | Сценарий: Джули Мартин и Брианна Йеллен Сюжет: Уоррен Ли и Джули Мартин | 26 апреля 2017   | 5,22          |
| 406     | 17         | «Real Fake News» «Настоящие фейковые новости» | Марта Митчелл     | Эд Закерман                                                             | 3 мая 2017       | 5,06          |
| 407     | 18         | «Spellbound» «Очарованный»                    | Жан де Сегонзак   | Гевин Харрис и Кинан Коупен                                             | 10 мая 2017      | 5,01          |
| 408     | 19         | «Conversion» «Преобразование»                 | Алекс Чаппл       | Кевин Фокс и Брендан Фини                                               | 17 мая 2017      | 5,56          |
| 409     | 20         | «American Dream» «Американская мечта»         | Жан де Сегонзак   | Рик Ид и Джули Мартин                                                   | 24 мая 2017      | 5,80          |
| 410     | 21         | «Sanctuary» «Святилище»                       | Майкл Прессман    | Рик Ид и Джули Мартин                                                   | 24 мая 2017      | 5,80          |

### Сезон 19 (2017—2018)
| № общий | № в сезоне | Название                                                        | Режиссёр          | Автор сценария                     | Дата премьеры    | Зрители в США (млн) |
| --- | ---------- | --------------------------------------------------------------- | ----------------- | ---------------------------------- | ---------------- | ------------------- |
| 411 | 1          | «Gone Fishin» «На рыбалке»                                      | Алекс Чаппл       | Майкл Черначин                     | 27 сентября 2017 | 5,67                |
| Фину становится известно, что сбежавший от спецкорпуса шесть лет назад серийный насильник скрывается в Гаване. Тутуола отправляется на Кубу, задерживает преступника и привозит его в Нью-Йорк. Однако дело против насильника оказывается под угрозой, когда все его жертвы отказываются свидетельствовать против него в суде, а власти Кубы заявляют, что его задержание на их территории было абсолютно незаконным, и требуют немедленного освобождения их гражданина. Тем временем, Бенсон обвиняют в жестоком обращении с сыном, а следователем, ведущим это дело, оказывается … её бывший парень Брайан Кэссиди. - Приглашённые звёзды: Уилл Чейз и Эми Смарт |            |                                                                 |                   |                                    |                  |                     |
| 412 | 2          | «Mood» «Настроение»                                             | Майкл Прессман    | Эллисон Интриери                   | 4 октября 2017   | 5,82                |
| Двадцатилетняя девушка приходит в спецкорпус и заявляет о том, что её изнасиловал неизвестный в маске прекрасного принца. Когда детективы начинают расследование, выясняется, что история жертвы очень непоследовательна, а сама она неоднократно попадалась на лжи, связанной в том числе с сексуальным насилием. Роллинс и Кариси убеждают Оливию закрыть это дело, однако в скором времени происходит ещё одно изнасилование, в котором фигурирует прекрасный принц. Тем временем, Кэссиди продолжает расследование против Бенсон, и отношения между ними окончательно портятся. - Приглашённая звезда: Саксон Шарбино |            |                                                                 |                   |                                    |                  |                     |
| 413 | 3          | «Contrapasso» «Контрапассо»                                     | Жан де Сегонзак   | Ричард Суэрен                      | 11 октября 2017  | 5,79                |
| В номере отеля находят кастрированного и брошенного умирать мужчину, тем не менее, вовремя вызванная скорая спасает ему жизнь. Детективы спецкорпуса начинают расследование и выясняют, что на месте преступления было сразу три женщины. После задержания все они утверждают, что сами являются жертвами, так как потерпевший, будучи учителем, совратил их в старших классах и нанёс тем самым психологические травмы, которые преследуют их всю жизнь. Таким образом, Барба оказывается перед трудноразрешимыми вопросами: кого нужно судить в этом противоречивом деле и всегда ли правосудие бывает справедливым.Тем временем, с Оливии снимаются все обвинения в жестоком обращении с сыном, однако её радость длится недолго, так как адвокат Бенсон сообщает ей, что биологическая бабушка Ноа со стороны матери Шейла Портер жива и намерена подать иск о лишении Оливии родительских прав. - Приглашённая звезда: Аннабет Гиш |            |                                                                 |                   |                                    |                  |                     |
| 414 | 4          | «No Good Reason» «Без веской причины»                           | Марта Митчелл     | Джули Мартин и Брианна Йеллен      | 18 октября 2017  | 5,58                |
| Пятнадцатилетняя девочка по имени Мэнди сбегает из дома из-за того, что в интернете оказываются её полуголые фото с неприличными надписями, и одноклассники начинают травить её. Когда детективы спецкорпуса находят Мэнди, она заявляет, что эти фото были сделаны после того, как её изнасиловали на вечеринке, на которой присутствовали только её друзья. Несмотря на то, что детективы быстро вычисляют насильника, оказавшегося лучшим другом Мэнди, та отказывается давать против него показания в суде, так как травля в интернете не только не прекращается, но становится всё сильнее и сильнее: одноклассники называют её лгуньей и обвиняют в том, что она оговорила хорошего парня. Тем временем, Шейла Портер запрашивает финансовую и психологическую экспертизу Бенсон, чтобы доказать, что Оливия плохо выполняет родительские обязанности. - Приглашённая звезда: Мэдисон Петтис                                      |            |                                                                 |                   |                                    |                  |                     |
| 415 | 5          | «Complicated» «Трудности»                                       | Триша Брок        | Селин Си Робинсон                  | 25 октября 2017  | 5,81                |
| В Центральном парке находят девушку, которая утверждает, что ей удалось сбежать от похитителя, с которым она провела десять лет. Детективы спецкорпуса отправляются в дом предполагаемой семьи найденной девушки, и родители подтверждают, что та — их дочь Эмма, похищенная в 2007 году. Однако вскоре детективы находят много несоответствий в истории Эммы и продолжают расследование, которое приводит их к раскрытию страшной тайны об её исчезновении. Тем временем, Оливия и Шейла Портер встречаются в суде, который должен определить под чьей опекой будет находиться Ноа. - Приглашённые звёзды: Брук Шилдс |            |                                                                 |                   |                                    |                  |                     |
| 416 | 6          | «Unintended Consequences» «Непреднамеренные последствия»        | Джонатан Херрон   | Элизабет Рейнхарт                  | 8 ноября 2017    | 4,97                |
| Из элитного реабилитационного центра сбегает пятнадцатилетняя пациентка, которую через несколько дней находят умершей от передозировки наркотиков. Детективы спецкорпуса начинают подозревать руководство центра в сокрытии информации о случившемся, и чтобы узнать правду, Роллинс тайно отправляется туда работать под прикрытием. Тем временем, Бенсон разрешает Шейле навещать Ноа. - Приглашённые звёзды: Брук Шилдс |            |                                                                 |                   |                                    |                  |                     |
| 417 | 7          | «Something Happened» «Что-то случилось»                         | Алекс Чаппл       | Майкл Черначин                     | 29 ноября 2017   | 7,07                |
| Жертва изнасилования не идёт на контакт с детективами спецкорпуса, утверждая, что не помнит ничего из того, что с ней случилось. Бенсон пытается разговорить её, чтобы получить хоть какую-нибудь зацепку о насильнике. Однако в ходе их беседы выясняется, что жертва не просто хранит какую-то тайну, а возможно сама совершила преступление. - Приглашённая звезда: Мелора Уолтерс |            |                                                                 |                   |                                    |                  |                     |
| 418 | 8          | «Intent» «Умысел»                                               | Адам Бернстайн    | Роберт Брукс Коэн и Лоуренс Каплоу | 6 декабря 2017   | 6,18                |
| Звезда инстаграма Кэти Миллер заявляет об изнасиловании, но позже отказывается от своих слов. Вскоре в спецкорпус обращается боец смешанных единоборств по прозвищу Монстр, который утверждает, что Кэти вымогает у него деньги, угрожая обвинить его в изнасиловании. Детективы понимают, что прежде чем открывать дело, им необходимо выяснить, кто из этой парочки говорит правду, а кто врёт. Тем временем, Оливия пытается объяснить Шейле, что Ноа ещё слишком маленький, чтобы рассказать ему, что он усыновлён, а его биологическая мать мертва. - Приглашённая звезда: Гейдж Голайтли, Брук Шилдс |            |                                                                 |                   |                                    |                  |                     |
| 419 | 9          | «Gone Baby Gone» «Прощай, детка, прощай»                        | Жан де Сегонзак   | Лоуренс Каплоу и Элизабет Рейнхарт | 3 января 2018    | 6,23                |
| Спецкрпус и вся полиция Нью-Йорка занимаются расследованием похищения сына Бенсон. Детективам становится известно, что мальчик был в магазине с Шейлой, но когда та отвернулась, его увёл неизвестный мужчина. Заместитель комиссара полиции Доддс отстраняет Оливию от дела, мотивируя это тем, что в этом деле она является потерпевшей. Однако, когда в руки Бенсон попадает шокирующая зацепка, она решает действовать самостоятельно, чтобы вернуть сына домой. - Приглашённые звёзды: Брук Шилдс |            |                                                                 |                   |                                    |                  |                     |
| 420 | 10         | «Pathological» «Патологический»                                 | Джоно Оливер      | Брианна Йеллен                     | 10 января 2018   | 6,06                |
| Два ребёнка-инвалида занимаются сексом в школе, и учитель, заставший их за этим, вызывает детективов спецкорпуса, чтобы те разобрались в ситуации. Барба отказывается возбуждать дело об изнасиловании, так как его следов не обнаружено. Однако Роллинс начинает подозревать, что мать девочки страдает делегированным синдромом Мюнхгаузена и специально наносит вред здоровью своей пятнадцатилетней дочери. Тем временем, Бенсон страдает от кошмаров, связанных с похищением Ноа. |            |                                                                 |                   |                                    |                  |                     |
| 421 | 11         | «Flight Risk» «Риск полёта»                                     | Майкл Прессман    | Джули Мартин и Эллисон Интриери    | 17 января 2018   | 6,21                |
| Мусульманская женщина-пилот в отсутствии капитана судна запирается в кабине во время рейса и начинает разворачивать самолёт, меняя его курс. Эти действия едва не приводят к катастрофе, но капитан выламывает дверь и предотвращает трагедию. Женщину арестовывают по подозрению в терроризме, однако та заявляет, что сделала это, потому что капитан изнасиловал её, и она не могла находиться в одном помещении с ним и хотела вернуться в аэропорт вылета. Тем временем, Фин опасается, что после происшествия с Ноа Доддс захочет уволить Оливию. - Приглашённая звезда: Мартин Донован |            |                                                                 |                   |                                    |                  |                     |
| 422 | 12         | «Info Wars» «Информационные войны»                              | Майкл Словис      | Ричард Суэрен и Роберт Брукс Коэн  | 31 января 2018   | 5,48                |
| Скандальная женщина-политик, известная своими ультраправыми взглядами, найдена жестоко изнасилованной после митинга, окончившегося беспорядками. Бенсон, не поддерживающая политические взгляды жертвы, тем не менее, делает всё возможное, чтобы найти виновного. Однако Оливия вскоре сталкивается с тем, что потерпевшая ради поднятия популярности своих идей готова обвинить в случившемся исключительно своего политического противника, а рассматривать идею того, что преступником может оказаться её сторонник, она категорически отказывается. - Приглашённая звезда: Рэй Сихорн |            |                                                                 |                   |                                    |                  |                     |
| 423 | 13         | «The Undiscovered Country» «Неведомая страна»                   | Алекс Чаппл       | Майкл Черначин                     | 7 февраля 2018   | 6,64                |
| Детективы спецкорпуса заняты поиском десятимесячного ребёнка, которого похитил его собственный отец. Когда им удаётся разыскать их, выясняется, что мальчик смертельно болен, так как никогда не сможет дышать самостоятельно. Отец объясняет причины своего поступка тем, что хотел продлить жизнь сына, поскольку его жена, мать мальчика, подала прошение в суд об отключении ребёнка от аппарата ИВЛ. Барба принимает это дело слишком близко к сердцу и совершает поступок, после которого вынужден уйти с поста заместителя окружного прокурора. На его место приходит бывший чикагский прокурор Питер Стоун. |            |                                                                 |                   |                                    |                  |                     |
| 424 | 14         | «Chasing Demons» «Преследуя демонов»                            | Фред Бернер       | Ричард Суэрен и Эллисон Интриери   | 28 февраля 2018  | 5,55                |
| Брайан Кэссиди в суде даёт показания против серийного педофила-насильника доктора Уэста, задержанного спецотделом. Однако когда адвокат подсудимого обвиняет Кэссиди в том, что тот арестовал его подзащитного только из-за цвета кожи, Брайан срывается, начинает кричать и пытается напасть на адвоката. Это приводит к тому, что судья объявляет суд недействительным, распускает присяжных и отпускает подсудимого на свободу до нового процесса. Ночью Кэссиди в окровавленной одежде появляется на пороге Оливии и говорит, что Уэст мёртв, но он не убивал его. Оливия оказывается перед трудным выбором: поверить и помочь бывшему бойфренду или сдать его полиции. - Приглашённая звезда: Кайли Банбери |            |                                                                 |                   |                                    |                  |                     |
| 425 | 15         | «In Loco Parentis» «Лица, заменяющие родителей»                 | Норберто Барба    | Майкл Черначин и Джули Мартин      | 7 марта 2018     | 5,51                |
| Племянница Кариси заявляет о том, что её изнасиловал сокурсник. Спецотдел начинает расследование, однако вскоре девушка сознаётся дяде в том, что оговорила парня и никакого изнасилования не было. Кариси приходит в ярость и говорит племяннице, чтобы та извинилась перед сокурсником и отозвала своё заявление. Девушка решает поступить так, как сказал Сонни, и встречается с несправедливо обвинённым парнем, но тот не хочет слушать извинений, говорит, что она сломала ему жизнь, и насилует её. Таким образом, Стоун понимает, что впервые в его практике ему предстоит вести дело, в котором жертва не способна вызвать доверие присяжных. |            |                                                                 |                   |                                    |                  |                     |
| 426 | 16         | «Dare» «Осмелиться»                                             | Кристофер Мисиано | Ричард Суэрен и Селин Си Робинсон  | 14 марта 2018    | 6,13                |
| Детективы спецкорпуса расследуют исчезновение тринадцатилетней девочки, вскоре они находят её в спортзале школы, упавшей с высоты. Оливия выясняет, что падение стало результатом неудачного пранка её подруг, и закрывает дело как чудовищный несчастный случай. Однако девочка умирает в больнице, и её родителям становится известно, что внутренние органы дочери были извлечены хирургом без их согласия. Детективы арестовывают хирурга, а Стоун начинает противоречивый и сложный судебный процесс против врача, который забирал органы умерших детей, чтобы спасти живых. - Приглашённая звезда: Джанель Молони |            |                                                                 |                   |                                    |                  |                     |
| 427 | 17         | «Send in the Clowns» «Пришлите сюда клоунов»                    | Алекс Чаппл       | Джули Мартин и Брианна Йеллен      | 21 марта 2018    | 6.51                |
| Детективы спецкорпуса расследуют исчезновение талантливой юной пианистки, приехавшей в Нью-Йорк на весенние каникулы. Вскоре детективы выходят на молодого мясника, в компании которого девушку видели в последний раз. Роллинс и Кариси проводят обыск в его квартире и находят там кровь пропавшей. Стоун соглашается открыть против мясника дело об убийстве, но ситуация осложняется тем, что тело девушки так и остаётся ненайденным. Тем временем, Стоун признаётся Бенсон, что переехал в Нью-Йорк из Чикаго, потому что его сестра находится в психиатрической лечебнице, и после смерти их отца он единственный, кто может заботиться о ней. |            |                                                                 |                   |                                    |                  |                     |
| 428 | 18         | «Service» «Служба»                                              | Фред Бернер       | Лоуренс Каплоу и Селин Си Робинсон | 11 апреля 2018   | 5,43                |
| Молодая проститутка найдена избитой до полусмерти на улице. Сначала она отказывается сотрудничать с детективами спецкорпуса, считая, что им нет никакого дела до таких людей как она. Однако Оливии удаётся переубедить жертву, и та рассказывает, что в её избиении замешано трое военных. Детективы находят этих военнослужащих, но двое из них наотрез отказываются общаться с полицией, а третий признаётся в изнасиловании и избиении, хотя он единственный, кто по словам потерпевшей, не обижал её. |            |                                                                 |                   |                                    |                  |                     |
| 429 | 19         | «Sunk Cost Fallacy» «Эмоциональная ловушка невозвратных потерь» | Майкл Прессман    | Майкл Черначин и Эллисон Интриери  | 18 апреля 2018   | 6,58                |
| Детективы спецкорпуса расследуют исчезновение молодой женщины и её четырёхлетней дочери. Вскоре им становится известно, что муж пропавшей — жестокий человек, издевавшийся над женой и дочерью. Бенсон арестовывает его по подозрению в двойном убийстве, но позже она узнаёт, что мать и дочь живы, а бывший помощник прокурора Алекс Кэбот инсценировала их похищение для того, чтобы они смогли уехать и начать новую жизнь. Тем временем, состояние сестры Стоуна Памелы резко ухудшается. - Приглашённая звезда: Скотт Портер |            |                                                                 |                   |                                    |                  |                     |
| 430 | 20         | «The Book of Esther» «Книга Эстер»                              | Жан де Сегонзак   | Ричард Суэрен и Райан Кози         | 2 мая 2018       | 6,25                |
| В пригородном поезде находят девочку подростка, которая отказывается выходить наружу и не говорит ни слова. На место происшествия приезжает Роллинс, и ей удаётся наладить связь с девочкой, которую зовут Эстер, и забрать её в участок. Эстер отказывается называть свой адрес, поэтому Бенсон размещает её приметы в СМИ. Когда за ней приходит отец, выясняется что Эстер 27 лет, и она до сих пор живёт со своими крайне религиозными родителями и многочисленными братьями и сёстрами. Бенсон приходится отпустить девушку с отцом, но Аманда настаивает на том, чтобы провести небольшое расследование в его отношении. Вскоре детективы узнают, что он жестокий религиозный фанатик, который морит своих детей голодом и заковывает их в цепи. |            |                                                                 |                   |                                    |                  |                     |
| 431 | 21         | «Guardian» «Страж»                                              | Стефани Марквардт | Джули Мартин и Мэтт Клипка         | 9 мая 2018       | 5,71                |
| Молодой афроамериканец заявляет о том, что его несовершеннолетнюю сестру жестоко изнасиловали трое неизвестных. Детективы спецкорпуса начинают расследование и вскоре находят подозреваемых, которые утверждают, что они заплатили за секс с девушкой её брату, который является не только её опекуном, но и … сутенёром. |            |                                                                 |                   |                                    |                  |                     |
| 432 | 22         | «Mama» «Мама»                                                   | Жан де Сегонзак   | Лоуренс Каплоу и Элизабет Рейнхарт | 16 мая 2018      | 5,31                |
| Пожилая дама, страдающая болезнью Альцгеймера, заявляет о том, что была изнасилована. Детективы спецкорпуса делают всё возможное, чтобы подтвердить заявление женщины, но её болезнь не позволяет им узнать точные сроки и обстоятельства произошедшего. Однако Оливия не намерена сдаваться и полна решимости добиться справедливости для пожилой леди. Тем временем, Фин, успешно сдавший экзамен на сержанта, получает предложение о повышении в другом участке. - Приглашённая звезда: Фионнула Флэнаган |            |                                                                 |                   |                                    |                  |                     |
| 433 | 23         | «Remember Me» «Помни меня»                                      | Алекс Чаппл       | Майкл Черначин и Джули Мартин      | 23 мая 2018      | 6,12                |
| Молодой человек приносит в спецкорпус телефон, забытый кем-то в ночном клубе, на котором ведётся прямая трансляция того, как девушка, взявшая мужчину в заложники, угрожая пистолетом, заставляет его признаться в том, что он изнасиловал её пять лет назад. Однако заложник всячески отрицает свою вину и утверждает, что девушка перепутала его с кем-то другим. Детективы начинают срочный поиск квартиры, в котором находится эта пара, и Бенсон, сумевшая первой отыскать её, сама становится заложницей девушки с пистолетом по имени Лурдес. Оливия делает всё, чтобы избежать жертв, но поведение заложника заставляет её заподозрить, что он не так невинен, как хочет казаться. - Приглашённая звезда: Генезис Родригес |            |                                                                 |                   |                                    |                  |                     |
| 434 | 24         | «Remember Me Too» «Помни и меня тоже»                           | Алекс Чаппл       | Майкл Черначин и Джули Мартин      | 23 мая 2018      | 6,12                |
| После освобождения заложников Бенсон пытается убедить Стоуна и коллег, что настоящей жертвой в этом деле является Лурдес, а парень-заложник — член мексиканского картеля, занимающегося незаконной перевозкой людей из Мексики в США, который на самом деле насиловал и пытал свою похитительницу. Однако доказать это оказывается не так просто. Тем временем, картель, опасаясь расследования своей преступной деятельности, похищает сестру Стоуна, чтобы заставить его закрыть дело. - Приглашённая звезда: Генезис Родригес |            |                                                                 |                   |                                    |                  |                     |

### Сезон 20 (2018—2019)
| № общий | № в сезоне | Название                                           | Режиссёр          | Автор сценария                                               | Дата премьеры    | Зрители (млн) |
| --- | ---------- | -------------------------------------------------- | ----------------- | ------------------------------------------------------------ | ---------------- | ------------- |
| 435 | 1          | «Man Up» «Возьми себя в руки»                      | Алекс Чаппл       | Майкл Черначин и Джули Мартин                                | 27 сентября 2018 | 5,09          |
| Школьная медсестра вызывает детективов спецкорпуса, так как полагает, что пятнадцатилетний ученик по имени Сэм, пожаловавшийся на недомогание, был изнасилован. Однако Сэм отрицает факт насилия и не желает сотрудничать с полицией, его семья также желает прекратить расследование. Таким образом, под подозрение попадают отец и старший брат пострадавшего. Тем временем, Роллинс сообщает Бенсон о том, что она вновь беременна, а Оливия переживает о том, что она не такая быстрая и здоровая как в молодости. - Приглашенная звезда: Дилан Уолш |            |                                                    |                   |                                                              |                  |               |
| 436 | 2          | «Man Down» «Пострадавший»                          | Алекс Чаппл       | Майкл Черначин и Джули Мартин                                | 27 сентября 2018 | 5,09          |
| Стоун проигрывает дело об изнасиловании Сэма, так как потерпевший отказывается свидетельствовать против своего отца в суде,и присяжные выносят вердикт «невиновен». Спустя несколько дней парень берёт из дома ружьё и устраивает стрельбу в школе, в результате которой погибают два ученика. Стоун и Бенсон намерены во что бы то ни стало доказать, что в этой трагедии виновен не только Сэм, но и его отец, избежавший наказания за изнасилование собственного сына. Тем временем, Роллинс раздумывает о том, стоит ли ей оставлять ребёнка или нет. - Приглашенная звезда: Дилан Уолш |            |                                                    |                   |                                                              |                  |               |
| 437 | 3          | «Zero Tolerance» «Нулевая терпимость»              | Майкл Прессман    | Ричард Суэрен и Селин Си Робинсон                            | 4 октября 2018   | 4,21          |
| Детективы спецкорпуса задерживают мужчину, продававшего сексуальные услуги несовершеннолетних девочек. Среди освобождённых детей оказывается девятилетняя латиноамериканка, которая была насильно разлучена с матерью на мексикано-американской границе сотрудниками миграционной службы США. Бенсон и Стоун делают всё возможное, чтобы воссоединить мать и дочь, но сталкиваются с несовершенством системы правосудия, которая делает их усилия практически бесполезными. Тем временем, Роллинс пытается наладить отношения с отцом своего будущего ребёнка. |            |                                                    |                   |                                                              |                  |               |
| 438 | 4          | «Revenge» «Месть»                                  | Марта Митчелл     | Майкл Черначин и Лоуренс Каплоу                              | 11 октября 2018  | 4,44          |
| Детективы спецкорпуса расследуют серию нападений на влюблённые пары. Человек в мотоциклетном шлеме проникает в их квартиры под видом доставщика пиццы, избивает мужчин и насилует женщин. Вскоре детективы выясняют, что злоумышленник называет всех своих жертв Чедом и Стейси. Кариси начинает подозревать, что к этому делу причастен мужчина-инцел. |            |                                                    |                   |                                                              |                  |               |
| 439 | 5          | «Accredo» «Аккредо»                                | Жан де Сегонзак   | Джули Мартин и Брианна Йеллен                                | 18 октября 2018  | 3,95          |
| Одну из последовательниц женской группы саморазвития под названием «Аккредо» находят жестоко изнасилованной и убитой. Первоначально под подозрение попадает бывший парень жертвы, который отказывался смириться с их разрывом. Однако в ходе расследования детективы начинают думать, что в преступлении замешан глава «Аккредо», который имеет неограниченную власть над женщинами, входящими в его группу. Тем временем, Бенсон говорит Роллинс о том, что та обязана сообщить о своей беременности высшему руководству и заняться бумажной работой. - Приглашенная звезда: Себастьян Роше |            |                                                    |                   |                                                              |                  |               |
| 440 | 6          | «Exile» «Изгнание»                                 | Стефани Марквардт | Майкл Черначин и Эллисон Интриери                            | 25 октября 2018  | 4,22          |
| Детективы спецкорпуса занимаются расследованием изнасилования молодой бездомной женщины. Вскоре Бенсон становится известно, что пострадавшая страдает от раздвоения личности, вызванного сексуальным насилием, случившемся с ней на первом курсе колледжа. Её заболевание состоит в том, что она создала новую личность и полностью забыла о том, кем она была и чем занималась до травмы. Оливия решает помочь девушке вспомнить прошлую жизнь и вернуться в семью. |            |                                                    |                   |                                                              |                  |               |
| 441 | 7          | «Caretaker» «Смотритель»                           | Джоно Оливер      | Джордан Барски                                               | 1 ноября 2018    | 4,62          |
| Спецкорпус расследует зверское убийство двоих детей и отца, зарезанных в их собственном доме, в живых остаётся только мать семейства, ушедшая на работу рано утром. Под подозрение попадает няня детей, однако Оливия начинает подозревать, что в этом деле всё не так просто, и убийцей может оказаться самый близкий человек… - Приглашенная звезда: Саша Александр |            |                                                    |                   |                                                              |                  |               |
| 442 | 8          | «Hell's Kitchen» «Адская кухня»                    | Моника Рэймунд    | Ричард Суэрен и Райан Кози                                   | 8 ноября 2018    | 4,44          |
| Детективы спецкорпуса расследуют изнасилование официантки модного ресторана. Потерпевшая не желает сотрудничать со следствием и отказывается называть имя насильника. Однако вскоре детективам становится известно, что на девушку напал знаменитый шеф-повар, который трижды был обвинён в сексуальном насилии, однако ни одно из этих обвинений не закончилось судом. Стоун выясняет, что всеми этими делами занимался бруклинский прокурор, имеющий репутацию защитника женских прав. Оливия начинает подозревать, что прокурор намеренно защищал шеф-повара, но не может найти мотива, заставляющего его поступать таким образом. - Приглашенная звезда: Женевьев Энджелсон |            |                                                    |                   |                                                              |                  |               |
| 443 | 9          | «Mea Culpa» «Моя вина»                             | Маришка Харгитей  | Майкл Черначин и Джули Мартин                                | 15 ноября 2018   | 4,00          |
| Детективы спецкорпуса расследуют дело об обвинении их друга Питера Стоуна в изнасиловании, предположительно совершённом им двенадцать лет назад. Бенсон и её команда оказываются в крайне сложном положении, так как показания жертвы звучат очень убедительно, но ни один из детективов не хочет верить в то, что Стоун мог совершить нечто подобное. Тем временем, отец ребёнка Аманды предлагает ей начать жить вместе, однако Роллинс осознаёт, что не готова к такому шагу. - Приглашенная звезда: Александра Брекенридж |            |                                                    |                   |                                                              |                  |               |
| 444 | 10         | «Alta Kockers» «Альта Кокерс»                      | Алекс Чаппл       | Майкл Черначин                                               | 29 ноября 2018   | 3,88          |
| Детективы спецкорпуса расследуют убийство молодого и многообещающего писателя-транссексуала Билли О’Рурка, написавшего бестселлер о своей нелёгкой жизни и пережитом им в детском возрасте сексуальном насилии. В ходе расследования выясняется, что убитый был нанят издателем, чтобы изображать О’Рурка, а настоящий писатель тщательно скрывал свою личность и никогда не появлялся на публике. Зацепка приводит Кариси и Фина на порог дома двух братьев-отшельников, которые явно скрывают какую-то тайну. - Приглашенные звезды: Джадд Хирш и Уоллес Шон |            |                                                    |                   |                                                              |                  |               |
| 445 | 11         | «Plastic» «Пластик»                                | Фред Бернер       | Лоуренс Каплоу и Брианна Йеллен                              | 10 января 2019   | 3,99          |
| Молодая женщина обвиняет знаменитого пластического хирурга и его девушку в том, что они одурманили её наркотиками и изнасиловали. В ходе расследования детективам становится известно, что пара часто занималась сексом втроём с другими девушками и записывала это на видео, однако все их партнёрши вступали с ними в интимную связь добровольно. Хирург и его подруга выступают на телевидении, утверждая, что девушка, обвинившая их в изнасиловании, оклеветала их, чтобы получить деньги. Но дело принимает неожиданный оборот, когда на компьютере хирурга находят детское порно пятнадцатилетней давности с его участием, а в доме, в котором он жил во время обучения в медицинском, — останки неизвестной девушки. - Приглашенные звезды: Марк Фойерстин и Алисса Сазерленд |            |                                                    |                   |                                                              |                  |               |
| 446 | 12         | «Dear Ben» «Дорогой Бен»                           | Жан де Сегонзак   | Джули Мартин и Мэтт Клипка                                   | 17 января 2019   | 4,24          |
| Серийный насильник, известный под именем «Бесконечность», совершает новое нападение после двадцатипятилетнего перерыва. Стоун, взявшийся за расследование этого дела, с удивлением узнаёт, что в прошлом им занимался его отец Бен Стоун, более того, между Беном и маньяком существовала какого-то рода связь. Тем временем, Бенсон понимает истинную причину плохого поведения Ноа. |            |                                                    |                   |                                                              |                  |               |
| 447 | 13         | «A Story of More Woe» «Повести печальнее на свете» | Рэй Маккиннон     | Джули Мартин и Селин Си Робинсон                             | 31 января 2019   | 4,60          |
| Детективы спецкорпуса расследуют убийство вдовствующего отца двух дочерей, найденного зарезанным в собственном доме. Его старшая дочь признаётся в убийстве и говорит, что сделала это, поскольку отец насиловал её младшую сестру. Однако когда опекуном девочек становится их молодой сосед, который имеет подозрительно близкие отношения с младшей из девочек, детективы понимают, что это дело гораздо сложнее, чем кажется. Тем временем, Роллинс рожает дочь и расстается с её отцом, после того как тот делает ей предложение руки и сердца. |            |                                                    |                   |                                                              |                  |               |
| 448 | 14         | «Part 33» «Зал 33»                                 | Алекс Чаппл       | Майкл Черначин                                               | 7 февраля 2019   | 4,15          |
| Стоун выступает обвинителем в деле об убийстве полицейского его женой. Женщина утверждает, что застрелила мужа, так как годами подвергалась психологическому насилию и унижениям с его стороны, при этом он ни разу не тронул её физически. Детективы спецкорпуса, выступающие свидетелями на процессе, горячо спорят друг с другом об этической стороне этого дела, но так и не могут прийти к согласию насчёт того, заслуживает ли обвиняемая тюрьмы, или нет. |            |                                                    |                   |                                                              |                  |               |
| 449 | 15         | «Brothel» «Публичный дом»                          | Майкл Прессман    | Джули Мартин и Райан Кози                                    | 14 февраля 2019  | 4,18          |
| Детективы спецкорпуса расследуют убийство проститутки, которую сбросили с крыши здания. В ходе расследования Фин и Кариси просят о помощи отдел нравов и выясняют, что убитая работала в борделе, который меняет своё местоположение каждую неделю и подозрительно часто избегает полицейских облав. Фин начинает подозревать, что хозяевами этого борделя являются грязные копы. |            |                                                    |                   |                                                              |                  |               |
| 450 | 16         | «Facing Demons» «Лицом к лицу с демонами»          | Тимоти Басфилд    | Ричард Суэрен и Эллисон Интриери                             | 21 февраля 2019  | 4,00          |
| Молодой парень кончает жизнь самоубийством из-за того, что так и не смог пережить насилие, случившиеся с ним детстве. Детективы спецкорпуса начинают поиск человека, изнасиловавшего погибшего, и вскоре выясняют, что в 1980-е годы он был тренером детской бейсбольной лиги, которую посещал бывший парень Бенсон Брайан Кэссиди. Стоун, знающий о том, что Брайан был растлён в детстве, приходит к нему и просит дать показания против педофила. Однако Кэссиди наотрез отказывается делать это, утверждая, что не хочет, чтобы всем стало известно о том, что он был жертвой. - Приглашенная звезда: Уильям Сэдлер |            |                                                    |                   |                                                              |                  |               |
| 451 | 17         | «Missing» «Отсутствующий»                          | Константин Макрис | Майкл Черначин и Мэтт Клипка                                 | 14 марта 2019    | 4,11          |
| В багажнике машины находят шестилетнюю девочку, похищенную во время прогулки с отцом в Центральном парке. Медицинский осмотр не выявляет следов насилия, а девочка говорит, что похититель был очень добр к ней, и они даже спали в обнимку. Детективам спецкорпуса удаётся быстро выследить и арестовать преступника. Однако, когда во время обыска в его доме, где он живёт со своей матерью, криминалисты находят детские останки, дело принимает неожиданный оборот. |            |                                                    |                   |                                                              |                  |               |
| 452 | 18         | «Blackout» «Блэкаут»                               | Кристофер Мисиано | Питер Блаунер                                                | 21 марта 2019    | 4,29          |
| Адвокат Никки Стейнс, подавшая многомиллионный иск против полиции Нью-Йорка, заявляет о том, что, когда она возвращалась с благотворительного бала полиции, её опоили, изнасиловали и украли телефон с очень важной информацией. Она настаивает, что это мог совершить только человек, который также присутствовал на балу и, вероятно, является полицейским. Детективы спецкорпуса в ходе расследования этого дела выявляют целую сеть коррумпированных офицеров, адвокатов и судей, и это открытие ставит карьеру Бенсон под серьёзную угрозу. - Приглашенная звезда: Титус Уэлливер |            |                                                    |                   |                                                              |                  |               |
| 453 | 19         | «Dearly Beloved» «Горячо любимый»                  | Люси Лью          | Ричард Суэрен и Эллисон Интриери                             | 4 апреля 2019    | 3,93          |
| Детективов спецкорпуса вызывают в церковь после того, как женщина сорвала свадьбу психотерапевта, публично обвинив его в изнасиловании. В ходе расследования выясняется, что предполагаемая жертва по имени Китти занимается интернет-сталкингом и имеет судебный запрет на приближение к бывшему парню. Кроме того, не существует никаких документальных подтверждений тому, что Китти посещала приём обвинённого ей психотерапевта. Бенсон уже готова закрыть дело за отсутствием состава преступления, когда становится известно, что Китти беременна… - Приглашенная звезда: Ти Джей Тайн |            |                                                    |                   |                                                              |                  |               |
| 454 | 20         | «The Good Girl» «Хорошая девочка»                  | Жан де Сегонзак   | Лоуренс Каплоу и Брианна Йеллен                              | 11 апреля 2019   | 3,94          |
| Детективы спецкорпуса занимаются делом беременной тринадцатилетней девочки по имени Маккензи, пытаясь выяснить, кто является отцом ребёнка, чтобы исключить вероятность совращения или изнасилования. Однако Маккензи и её отчим наотрез отказываются сотрудничать с детективами. Некоторое время спустя отчим убивает школьного учителя дочери, утверждая, что сделал это в состоянии аффекта после признания Маккензи в том, что она забеременела от убитого. Стоун обвиняет отчима в непреднамеренном убийстве, но вскоре ему становится известно, что погибший учитель был геем и, таким образом, не мог быть отцом ребёнка Маккензи. |            |                                                    |                   |                                                              |                  |               |
| 455 | 21         | «Exchange» «Обмен»                                 | Майкл Прессман    | Майкл Черначин и Джордан Барски                              | 25 апреля 2019   | 3,63          |
| Детективы спецкорпуса расследуют изнасилование пятнадцатилетней итальянской студентки, приехавшей в Америку по обмену. Благодаря данным с телефона потерпевшей детективы быстро находят и арестовывают виновного, оказавшегося водителем такси. Однако на телефоне девушки также обнаруживается шокирующее видео, на котором она занимается сексом с двумя взрослыми мужчинами. Бенсон начинает новое расследование о совращении несовершеннолетней, и зацепки приводят её к семейной паре, у которой девушка живёт в Нью-Йорке. |            |                                                    |                   |                                                              |                  |               |
| 456 | 22         | «Diss» «Дисс»                                      | Алекс Чаппл       | Майкл Черначин и Эллисон Интриери                            | 2 мая 2019       | 3,95          |
| Популярная поп-звезда найдена зверски избитой в собственной квартире. Главным подозреваемым становится её муж, известный рэп-исполнитель Снейк, славящийся своим вспыльчивым характером. Дело осложняется тем, что Снейк оказывается другом детства Тутуолы, и тот воспринимает случавшееся настолько близко к сердцу, что Стоун просит Бенсон отстранить Фина от дела. - Приглашенная звезда: Snoop Dogg |            |                                                    |                   |                                                              |                  |               |
| 457 | 23         | «Assumptions» «Предубеждения»                      | Фред Бернер       | Сценарий: Джули Мартин и Ричард Суэрен Сюжет: Майкл Черначин | 9 мая 2019       | 3,66          |
| Члена городского совета, исповедующую ислам и известную своими антисемитскими высказываниями, находят избитой и изнасилованной в синагоге. Дело вызывает широкий общественный резонанс, и шеф Доддс настаивает на скорейшем его раскрытии. Под подозрение попадают два еврейских подростка, однако вскоре детективам спецкорпуса становится известно, что жертва практикует провокации против евреев, а также ведёт двойную жизнь. Тем временем, Бенсон становится известно, что адвокат Роб Миллер, изнасиловавший Никки Стейн, выпущен под залог. |            |                                                    |                   |                                                              |                  |               |
| 458 | 24         | «End Game» «Конец игры»                            | Алекс Чаппл       | Майкл Черначин и Джули Мартин                                | 16 мая 2019      | 3,58          |
| Детективы спецкорпуса расследуют убийство пятнадцатилетней девочки, найденной в Гудзоне. Все зацепки и косвенные улики указывают на то, что преступление совершил адвокат Роб Миллер, чтобы скрыть своё участие в секс-вечеринках с несовершеннолетними. Однако прямые доказательства его виновности отсутствуют, а свидетели, запуганные им, отказываются от своих показаний. Кроме того, Миллер, угрожает жизни и безопасности сына Бенсон Ноа, если та не прекратит расследование против него. Чтобы обезопасить Оливию и избавить общество от одного из самых опасных и могущественных преступников, Стоун решает нарушить как свои принципы, так и закон. - Приглашенная звезда: Титус Уэлливер                                                                                  |            |                                                    |                   |                                                              |                  |               |

### Сезон 21 (2019—2020)
| № общий | № в сезоне | Название                                                                | Режиссёр             | Автор сценария                                                                                   | Дата премьеры    | Произв. код | Зрители в США (млн) |
| --- | ---------- | ----------------------------------------------------------------------- | -------------------- | ------------------------------------------------------------------------------------------------ | ---------------- | ----------- | ------------------- |
| 459 | 1          | «I’m Going To Make You a Star» «Я сделаю тебя звездой»                  | Норберто Барба       | Уоррен Ли и Питер Блаунер                                                                        | 26 сентября 2019 | 2101        | 3,84                |
| После того как начинающая актриса обвиняет влиятельного медиамагната в попытке изнасилования, Бенсон и её команда понимают, что привлечь виновника к ответственности будет очень сложно, поскольку за его спиной стоят высокопоставленные правоохранители. Тем временем, в спецкорпусе происходят большие перемены: Кариси становится помощником окружного прокурора, а Бенсон — капитаном. - Приглашенная звезда: Иэн Макшейн |            |                                                                         |                      |                                                                                                  |                  |             |                     |
| 460 | 2          | «The Darkest Journey Home» «Самое темное путешествие домой»             | Жан де Сегонзак      | Джули Мартин и Уоррен Ли                                                                         | 3 октября 2019   | 2102        | 3,44                |
| Детективы спецкорпуса расследуют групповое изнасилование девушки, которая не может вспомнить подробности произошедшего. Однако, после того как Бенсон помогает девушке опознать виновных, она понимает, что жертва имеет много психологических проблем, что может привести к оправданию насильников в суде. Тем временем, Роллинс, Фин и Оливия участвуют в исследовании, посвященному новой технике допроса свидетелей с ПТСР, и должны испытать её на себе. - Приглашенная звезда: Ариэль Уинтер |            |                                                                         |                      |                                                                                                  |                  |             |                     |
| 461 | 3          | «Down Low In Hell's Kitchen» «Залечь на дно в Адской кухне»             | Тимоти Басфилд       | Сценарий: Моне Херст-Мендоса и Брендан Фини Сюжет: Лиза Такьючи Каллен, Джули Мартин и Уоррен Ли | 10 октября 2019  | 2103        | 3,42                |
| Серийный насильник нападает на чернокожих геев, однако жертвы не подают заявления полицию, поскольку имеют семьи и скрывают свою сексуальную ориентацию. Детективы спецкорпуса начинают расследование только тогда, когда очередной жертвой становится знаменитый музыкант, который предаёт дело огласке. Вскоре Бенсон понимает, что история музыканта — это ложь, поставившая под угрозу наказание настоящего преступника. Тем временем, детективы спецкорпуса знакомятся со своим новым непосредственным начальником, который производит на них хорошее впечатление. |            |                                                                         |                      |                                                                                                  |                  |             |                     |
| 462 | 4          | «The Burden of Our Choices» «Бремя нашего выбора»                       | Марта Митчелл        | Сценарий: Джули Мартин и Мишарн Клаули Сюжет: Уоррен Ли и Джули Мартин                           | 17 октября 2019  | 2104        | 3,46                |
| Тринадцатилетняя девочка-подросток из Огайо сбегает в Нью-Йорк, где её находят детективы спецкорпуса. Выясняется, что она сбежала из дома, чтобы сделать аборт, поскольку её религиозные мать и отчим никогда не позволили бы ей сделать это дома. Бенсон понимает, что ей нужно не только выяснить личность отца ребёнка, но и защитить право девочки на выбор того, как ей жить дальше. Тем временем, в спецкорпусе появляется новый сотрудник по имени Катриона «Кэт» Тамин. |            |                                                                         |                      |                                                                                                  |                  |             |                     |
| 463 | 5          | «At Midnight in Manhattan» «В полночь на Манхэттене»                    | Питер Уэрнер         | Сценарий: Кэти Доби и Мишарн Клаули Сюжет: Брианна Йеллен                                        | 24 октября 2019  | 2105        | 3,73                |
| В ночь с пятницы на субботу детективы спецкорпуса сталкиваются сразу с тремя серьёзными делами: жестоким избиением и изнасилованием женщины бывшим мужем, попыткой изнасилования девушки из богатой семьи таксистом и нападением на трансгендерную проститутку. Роллинс ругается с Кариси, обвиняя его в том, что он бросил её, перейдя работать в прокуратуру. |            |                                                                         |                      |                                                                                                  |                  |             |                     |
| 464 | 6          | «Murdered at a Bad Address» «Убиты по плохому адресу»                   | Майкл Смит           | Сценарий: Дэнис Хэмилл Сюжет: Дэнис Хэмилл, Джули Мартин и Уоррен Ли                             | 31 октября 2019  | 2106        | 3,98                |
| Детективы спецкорпуса расследуют изнасилование четырнадцатилетней девочки и выясняют, что ДНК преступника, совпадает с ДНК, найденным на месте двойного убийства шестнадцатилетней давности. Дело осложняется тем, что за то двойное убийство пожизненный срок отбывает человек, заявлявший о своей невиновности. Тем временем, Оливия встречается со своим братом Саймоном, который пропал из её жизни много лет назад. - Приглашенные звезды: Уэнтуорт Миллер и Гильермо Диас |            |                                                                         |                      |                                                                                                  |                  |             |                     |
| 465 | 7          | «Counselor, It's Chinatown» «Это китайский квартал, советник»           | Лесли Хоуп           | Сценарий: Кэти Доби и Лиза Такьючи Каллен Сюжет: Джули Мартин и Уоррен Ли                        | 7 ноября 2019    | 2107        | 3,59                |
| Детективы спецкорпуса задерживают преступную группировку, которая незаконно перевозит молодых китайских девушек в Америку и заставляет их заниматься проституцией. Вскоре Бенсон понимает, что истинные лидеры этой группировки являются очень богатыми и влиятельными людьми, и привлечь их к ответственности будет очень трудно. Это обстоятельство приводит к очередному конфликту между спецкорпусом и прокурором Хадид. |            |                                                                         |                      |                                                                                                  |                  |             |                     |
| 466 | 8          | «We Dream Of Machine Elves» «Мы мечтаем о механических эльфах»          | Джонатан Херрон      | Сценарий: Брендан Фини и Моне Херст-Мендоса Сюжет: Джули Мартин и Уоррен Ли                      | 14 ноября 2019   | 2108        | 3,79                |
| Детективы спецкорпуса берутся за дело об изнасиловании девушки, которую одурманили гигантской дозой наркотиков, вызывающих галлюцинации. Вскоре выясняется, что этот случай не является единичным. Расследование приводит Бенсон к порогу дома известного психолога доктора Адлера, использующего в своей практике вещества, меняющие сознание. Роллинс под прикрытием отправляется на лекцию Адлера, чтобы найти доказательство того, что психолог причастен к серии изнасилований. - Приглашенная звезда: Адам Аркин |            |                                                                         |                      |                                                                                                  |                  |             |                     |
| 467 | 9          | «Can't Be Held Accountable» «Не может быть привлечён к ответственности» | Норберто Барба       | Сценарий: Брианна Йеллен Сюжет: Джули Мартин и Уоррен Ли                                         | 21 ноября 2019   | 2109        | 3,81                |
| Бывший детектив Фрэнк Буччи приходит в спецкорпус с просьбой начать расследование в отношении известного миллиардера Стива Гетса, поскольку Фрэнк подозревает, что тот имеет сексуальную связь с его пятнадцатилетней дочерью. Детективы выясняют, что Гетс действительно использует несовершеннолетних девочек в сексуальных целях, и арестовывают его, однако судья отпускает миллиардера, не найдя достаточных обстоятельств для обвинений. Взбешенный несправедливостью Буччи захватывает Роллинс в заложники. - Приглашенные звезды: Николас Туртурро и Винсент Картайзер |            |                                                                         |                      |                                                                                                  |                  |             |                     |
| 468 | 10         | «Must Be Held Accountable» «Должен быть привлечён к ответственности»    | Лори Коллье          | Сценарий: Брианна Йеллен и Дэнис Хэмилл Сюжет: Уоррен Ли и Джули Мартин                          | 9 января 2020    | 2110        | 3,70                |
| Детективы спецкорпуса и Кариси делают всё возможное, чтобы найти Роллинс, похищенную Буччи, а также посадить Стива Гетса за решётку. Вскоре становится известно, что судья, оправдавший Гетса, принимал участие в организованных миллиардером вечеринках, на которых имел сексуальные контакты с несовершеннолетними. - Приглашенные звезды: Николас Туртурро и Винсент Картайзер |            |                                                                         |                      |                                                                                                  |                  |             |                     |
| 469 | 11         | «She Paints For Vengeance» «Она рисует ради отмщения»                   | Маришка Харгитей     | Сценарий: Кэти Доби Сюжет: Кэти Доби и Джули Мартин                                              | 16 января 2020   | 2111        | 3,60                |
| Детективы спецкорпуса расследуют изнасилование стриптизёрши Моники Руссо. Дело осложняется тем, что офицер местного полицейского участка отказался принимать заявление из-за профессии жертвы. После этого Моника очень зла на полицию и отказывается сотрудничать с Бенсон. Однако детективам удаётся довести дело до суда, который становится первым в прокурорской карьере Кариси. |            |                                                                         |                      |                                                                                                  |                  |             |                     |
| 470 | 12         | «The Longest Night of Rain» «Самая длинная дождливая ночь»              | Майкл Смит           | Сценарий: Питер Блаунер Сюжет: Питер Блаунер и Уоррен Ли                                         | 30 января 2020   | 2112        | 3,63                |
| На вечеринку, посвящённую выходу Такера на пенсию, бывшая полицейская, пришедшая без приглашения, устраивает скандал. Позже её находят застреленной в собственной машине, и всё говорит о том, что женщина совершила самоубийство. Вскоре детективам спецкорпуса становится известно, что покойная записала предсмертное видеообращение, в котором обвинила своего бывшего начальника в изнасиловании, а отдел внутренних расследований в том, что они замяли дело, и ей пришлось уволиться из полиции. Оливия отправляется к Такеру, чтобы узнать правдива ли информация из предсмертного обращения, однако тот ведёт себя странно и говорит, что не помнит такого дела. - Приглашенные звезды: Роберт Джон Берк и Билл Ирвин |            |                                                                         |                      |                                                                                                  |                  |             |                     |
| 471 | 13         | «Redemption in Her Corner» «Искупление в её углу ринга»                 | Батан Силва          | Сценарий: Моне Херст-Мендоса и Брианна Йеллен Сюжет: Джули Мартин и Уоррен Ли                    | 6 февраля 2020   | 2113        | 3,25                |
| Тренер боксёрского зала, в который ходит Кэт Тамин, подозревается в сексуальной связи с несовершеннолетней подопечной. Однако дело принимает неожиданный оборот, после того как другая ученица тренера по имени Эсперанса нападает на тренера, и тот умирает из-за сильного удара по голове. Бенсон и Кэт подозревают, что тренер насиловал и её тоже, но Эсперанса отрицает это и не хочет объяснять истинные причины своего поступка. |            |                                                                         |                      |                                                                                                  |                  |             |                     |
| 472 | 14         | «I Deserve Some Loving Too» «Я тоже заслуживаю любви»                   | Жан де Сегонзак      | Сценарий: Дэнис Хэмилл Сюжет: Дэнис Хэмилл, Джули Мартин и Уоррен Ли                             | 13 февраля 2020  | 2114        | 3,32                |
| В спецкорпус поступает информация о том, что следователь миграционной службы заставляет женщин, вышедших замуж за американцев, заниматься с ним сексом в обмен на получение грин-карты. Детективы находят нескольких жертв, но те наотрез оказываются давать показания против государственного служащего, а сам обвиняемый утверждает, что он просто выполнял свою работу, пытаясь выявить фиктивные браки. Тем временем, Роллинс идёт на свидание с сержантом другого отдела, принимающим участие в расследовании. |            |                                                                         |                      |                                                                                                  |                  |             |                     |
| 473 | 15         | «Swimming with the Sharks» «Купание с акулами»                          | Марта Митчелл        | Сценарий: Лиза Такьючи Каллен Сюжет: Лиза Такьючи Каллен, Уоррен Ли и Джули Мартин               | 20 февраля 2020  | 2115        | 3,36                |
| Глава крупной компании обвиняет своего финансового директора в изнасиловании, однако тот заявляет детективам спецкорпуса, что его начальница клевещет на него, поскольку он обнаружил совершённые ей крупные растраты. Вскоре Роллинс и Кэт выходят на бывшую сотрудницу компании, которая, в свою очередь, обвиняет свою бывшую начальницу в изнасиловании. Бенсон начинает подозревать, что в этом деле что-то нечисто, и всем причастным к нему есть, что скрывать. |            |                                                                         |                      |                                                                                                  |                  |             |                     |
| 474 | 16         | «Eternal Relief from Pain» «Избавление от боли навечно»                 | Жан де Сегонзак      | Питер Блаунер                                                                                    | 27 февраля 2020  | 2116        | 3,30                |
| Сестра Роллинс, Ким, находящаяся на УДО, поступает в больницу с передозировкой наркотиков. Аманда с изумлением узнаёт, что у её сестры, с которой она не виделась три года, есть сын, и теперь Ким грозит не только тюремный срок, но и лишение родительских прав. Чтобы избежать тюремного заключения, Ким рассказывает детективам спецкорпуса, что доставала наркотики у врача, который в качестве платы принимал секс. Детективы арестовывают врача, но оказывается, что он только часть гигантской фармацевтической системы, основанной на предоставление сексуальных услуг врачам взамен на покупку ими наркотических и обезболивающих средств.                                                                           |            |                                                                         |                      |                                                                                                  |                  |             |                     |
| 475 | 17         | «Dance Lies and Video Tape» «Танцы, ложь и видео»                       | Лесли Хоуп           | Сценарий: Мишарн Клаули и Брендан Фини Сюжет: Брендан Фини, Джули Мартин и Уоррен Ли             | 26 марта 2020    | 2117        | 3,80                |
| В спецкорпус обращается молодая балерина, которая потеряла работу из-за того, что интимное видео, сделанное без её согласия, было выложено в интернет. Детективы спецкорпуса вскоре выясняют, что в этом деле много жертв, поскольку три танцовщика труппы, в которой состояла балерина, записывали подобные видео почти со всеми девушками-коллегами. Однако дело становится ещё более сложным, когда Бенсон узнаёт, что главный хореограф труппы также имеет непосредственное отношение к записям. |            |                                                                         |                      |                                                                                                  |                  |             |                     |
| 476 | 18         | «Garland’s Baptism by Fire» «Боевое крещение Гарланда»                  | Норберто Барба       | Шерил Л. Дейвис и Мишарн Клаули                                                                  | 2 апреля 2020    | 2119        | 3,53                |
| Настоятель церкви подозревается в изнасилованиях нескольких девочек-подростков, дело осложняется тем, что пастор является близким другом нового заместителя начальника полиции Гарланда. Детективы спецкорпуса находят безусловные доказательства вины пастора, и это ставит Бенсон в затруднительное положение, поскольку она не знает, как в этой ситуации поведёт себя её новый начальник. |            |                                                                         |                      |                                                                                                  |                  |             |                     |
| 477 | 19         | «Solving For The Unknowns» «Решение для неизвестных»                    | Кристофер Мисиано    | Брианна Йеллен и Кэти Доби                                                                       | 16 апреля 2020   | 2119        | 4.06                |
| Женщина, водитель грузовика, врезается в патрульную машину. Её арестовывают за вождение в нетрезвом виде. На предварительном слушанье она заявляет, что её изнасиловали. Бенсон и её команда выясняют, что жертва была на свидании с парнем по имени Люк, который угощал её коктейлем с добавлением наркотических веществ, после которого жертва ничего не помнила, что с ней происходило. А также, что у Люка был сообщник бармен, который готовил эти коктейли. И что их жервами были ещё несколько женщин. Аманду повышают до звания детектива второго ранга. - Приглашенные звезды: Эдди Кэй Томас |            |                                                                         |                      |                                                                                                  |                  |             |                     |
| 478 | 20         | «The Things We Have to Lose» «То, что мы должны потерять»               | Хуан Хосе Кампанелья | Уоррен Лайт & Джули Мартин                                                                       | 23 апреля 2020   | 2120        | 3.69                |
| Эпизод повествует о продолжении историй героев показанных в эпизодах первом («Я сделаю тебя звездой»), пятом («В полночь на Манхэттене») и в десятом («Должен быть привлечён к ответственности») двадцать первого сезона. |            |                                                                         |                      |                                                                                                  |                  |             |                     |

### Сезон 22 (2020 - 2021)
| № общий | № в сезоне | Название                                                                      | Режиссёр             | Автор сценария                                                                                      | Дата премьеры   | Произв. код | Зрители в США (млн) |
| --- | ---------- | ----------------------------------------------------------------------------- | -------------------- | --------------------------------------------------------------------------------------------------- | --------------- | ----------- | ------------------- |
| 479 | 1          | «Guardians and Gladiators» «Стражи и гладиаторы»                              | Норберто Барба       | История: Уоррен Лайт & Джули Мартин Телеадаптация: Дэнис Хэмилл & Моне Херст-Мендоза & Брендан Фини | 12 ноября 2020  | 2201        | 3.02                |
| Когда отряд пытается раскрыть нападение в Центральном парке, им мешают их собственные слепые зоны и сообщество, которое теряет доверие к полиции. |            |                                                                               |                      | |                 |             |                     |
| 480 | 2          | «Ballad of Dwight and Irena» «Баллада о Дуайте и Ирене»                       | Марта Митчелл        | История: Моне Херст-Мендоза & Брендан Фини Телеадаптация: Джули Мартин & Брендан Фини               | 19 ноября 2020  | 2202        | 2.95                |
| Роллинс и Кэт отвечают на опасный звонок о домашнем насилии, в то время как Фин дает свои показания в судебном процессе против него. |            |                                                                               |                      | |                 |             |                     |
| 481 | 3          | «Remember Me in Quarantine» «Помнишь меня в карантине»                        | Хуан Хосе Кампанелья | Джули Мартин & Уоррен Лайт                                                                          | 3 декабря 2020  | 2203        | 4.18                |
| Специальный корпус опрашивает группу соседей по комнате в колледже, когда один из них пропадает без вести во время эпидемии COVID-19. |            |                                                                               |                      | |                 |             |                     |
| 482 | 4          | «Sightless in a Savage Land» «Слепой в дикой стране»                          | Норберто Барба       | Джули Мартин & Уоррен Лайт & Мэтт Клыпка & Дэнис Хэмилл                                             | 7 января 2021   | 2204        | 3.86                |
| 13-летняя девочка беременна от своего приёмного отца. Его обвиняют в изнасиловании несовершеннолетней. Её родной отец, ветеран войны в Афганистане, который был временно лишён опеки над дочерью, узнав о растлении своего ребёнка, стреляет в обвиняемого на выходе из здания суда и тот погибает. Отца арестовывают за убийство. Бенсон встречается с Рафаэлем Барбой, который теперь занимается адвокатской деятельностью, и просит его защищать отца девочки в суде. Барба соглашается взять на себя защиту ветерана на судебном процессе. Фин Тутуола делает Фиби предложение выйти за него замуж. - Приглашенная звезда: Рауль Эспарса |            |                                                                               |                      | |                 |             |                     |
| 483 | 5          | «Turn Me On Take Me Private» «Заведи меня, возьми меня наедине»               | Хуан Хосе Кампанелья | Моне Херст-Мендоза & Виктория Поллак                                                                | 14 января 2021  | 2205        | 3.83                |
| Расследуется дело об изнасиловании девушки, которая снимала откровенные сексуальные видео и транслировала их в Интернете. |            |                                                                               |                      | |                 |             |                     |
| 484 | 6          | «The Long Arm of the Witness» «Длинная рука свидетеля»                        | Марта Митчелл        | Дэнис Хэмилл & Михарн Клэли                                                                         | 21 января 2021  | 2206        | 3.74                |
| Влиятельный судья баллотируется на пост генерального прокурора. Однако, его репутация небезупречна. Спецкорпус выясняет, что в прошлом судья подверг насилию нескольких женщин. - Приглашенные звезды: Джош Стамберг, Уэнтуорт Миллер |            |                                                                               |                      | |                 |             |                     |
| 485 | 7          | «Hunt, Trap, Rape and Release» «Охота, ловушка, изнасилование и освобождение» | Батан Сильва         | Кэти Доби & Джули Мартин                                                                            | 18 февраля 2021 | 2207        | 4.13                |
| Молодая женщина подвергается нападению и изнасилованию неизвестным мужчиной в маске, который проник к ней в квартиру через окно. Расследование приводит Спецкорпус в полицейский участок в Бронксе, где выясняется, что поиском преступника в маске там занимаются уже давно, и что этим мужчиной были изнасилованы ещё несколько женщин. Полицейские Бронкса и Спецотдел решают работать вместе, чтоб поймать этого серийного насильника. Однако, совместная работа даётся им не так просто... |            |                                                                               |                      | |                 |             |                     |
| 486 | 8          | «The Only Way Out Is Through» «Выход - это пройти всё от и до»                | Марта Митчелл        | Брианна Йеллен                                                                                      | 25 февраля 2021 | 2208        | 3.78                |
| 487 | 9          | «Return of the Prodigal Son» «Возвращение блудного сына»                      | Хуан Хосе Кампанелья | Неизвестно                                                                                          | 1 апреля 2021   | 2209        | 8.03                |
| 488 | 10         | «Welcome to the Pedo Motel» «Добро пожаловать в мотель Педо»                  | Жан Де Сегонзак      | Неизвестно                                                                                          | 8 апреля 2021   | 2210        | 4.89                |
| 489 | 11         | «Our Words Will Not Be Heard» «Наши слова не будут услышаны»                  | Неизвестно           | Неизвестно                                                                                          | 15 апреля 2021  | 2211        | 4.73                |
| 490 | 12         | «In The Year We All Fell Down» «В тот год, когда мы все упали духом»          | Неизвестно           | Неизвестно                                                                                          | 22 апреля 2021  | 2212        | 4.50                |
| 491 | 13         | «Trick-Rolled At The Moulin'» «Трик-ролл в Мулене»                            | Неизвестно           | Неизвестно                                                                                          | 13 мая 2021     | 2213        | 4.45                |
| 492 | 14         | «Post-Graduate Psychopath» «Последипломный психопат»                          | Неизвестно           | Неизвестно                                                                                          | 20 мая 2021     | 2214        | 4.33                |
| 493 | 15         | «What Can Happen in the Dark» «Что может случиться в темноте»                 | Неизвестно           | Неизвестно                                                                                          | 27 мая 2021     | 2215        | 4.38                |
| 494 | 16         | «Wolves in Sheep's Clothing» «Волки в овечьей шкуре»                          | Неизвестно           | Неизвестно                                                                                          | 3 июня 2021     | 2216        | 4.23                |

### Сезон 23 (2021 - 2022)
| № общий | № в сезоне | Название                                                                    | Режиссёр       | Автор сценария                               | Дата премьеры    | Зрители в США (млн) |
| --- | ---------- | --------------------------------------------------------------------------- | -------------- | -------------------------------------------- | ---------------- | ------------------- |
| 495 | 1          | «И империя наносит ответный удар» «And The Empire Strikes Back»             | Норберто Барба | Джули Мартин & Уоррен Лайт & Брайан Голубофф | 23 сентября 2021 | 5.57                |
| 496 | 2          | «Никогда не поворачивайся к ним спиной» «Never Turn Your Back On Them»      | Норберто Барба | Джули Мартин & Уоррен Лайт & Брайан Голубофф | 23 сентября 2021 | 5.57                |
| 497 | 3          | «Я думал, ты на моей стороне» «I Thought You Were On My Side»               | Неизвестно     | Неизвестно                                   | 30 сентября 2021 | 4.66                |
| 498 | 4          | «Еще одна история о двух жертвах» «One More Tale of Two Victims»            | Неизвестно     | Неизвестно                                   | 7 октября 2021   | 3.88                |
| 499 | 5          | «Быстрые времена @Thewheelhouse» «Fast Times @TheWheelhouse»                | Неизвестно     | Неизвестно                                   | 14 октября 2021  | 3.96                |
| 500 | 6          | «Пятисотый эпизод» «The Five Hundredth Episode»                             | Неизвестно     | Неизвестно                                   | 21 октября 2021  | 3.89                |
| Амаро просит спецкорпус помочь очистить имя осужденного и возвращает в ее жизнь фигуру из прошлого Бенсон. |            |                                                                             |                |                                              |                  |                     |
| 501 | 7          | «Они уже исчезли» «They'd Already Disappeared»                              | Неизвестно     | Неизвестно                                   | 4 ноября 2021    | 4.42                |
| 502 | 8          | «Кошмары в Дрилл Сити» «Nightmares in Drill City»                           | Неизвестно     | Неизвестно                                   | 11 ноября 2021   | 3.71                |
| 503 | 9          | «Народ против Ричарда Уитли» «People vs Richard Wheatley»                   | Неизвестно     | Неизвестно                                   | 9 декабря 2021   | 3.49                |
| 504 | 10         | «Тихая ночь, ненавистная ночь» «Silent Night, Hateful Night»                | Неизвестно     | Неизвестно                                   | 6 января 2022    | 4.08                |
| 505 | 11         | «Сгорая от ярости навсегда» «Burning With Rage Forever»                     | Неизвестно     | Неизвестно                                   | 13 января 2022   | 4.22                |
| 506 | 12         | «Самый тяжелый бой Томми Бейкера» «Tommy Baker's Hardest Fight»             | Неизвестно     | Неизвестно                                   | 20 января 2022   | 4.31                |
| 507 | 13         | «Если бы я знал тогда то, что знаю сейчас» «If I Knew Then What I Know Now» | Неизвестно     | Неизвестно                                   | 24 февраля 2022  | 5.15                |
| 508 | 14         | «Видео убило радиозвезду» «Video Killed the Radio Star»                     | Неизвестно     | Неизвестно                                   | 3 марта 2022     | 4.50                |
| 509 | 15         | «Многообещающие молодые джентльмены» «Promising Young Gentlemen»            | Неизвестно     | Неизвестно                                   | 10 марта 2022    | 4.51                |
| 510 | 16         | «Извини, если это показалось тебе странным» «Sorry If It Got Weird for You» | Неизвестно     | Неизвестно                                   | 17 марта 2022    | 4.71                |
| 511 | 17         | «Однажды в Эль-Баррио» «Once Upon a Time in El Barrio»                      | Неизвестно     | Неизвестно                                   | 7 апреля 2022    | 4.33                |

### Сезон 24 (2022 - 2023)
| № общий | № в сезоне | Название                                                           | Режиссёр   | Автор сценария | Дата премьеры    | Зрители в США (млн) |
| ------- | ---------- | ------------------------------------------------------------------ | ---------- | -------------- | ---------------- | ------------------- |
| 517     | 1          | «Дай мне приют, Часть II» «Gimme Shelter, Part II»                 | Неизвестно | Неизвестно     | 22 сентября 2022 | 5.47                |
| 518     | 2          | «Того, кого ты кормишь» «The One You Feed»                         | Неизвестно | Неизвестно     | 29 сентября 2022 | 4.62                |
| 519     | 3          | «Зеркальный эффект» «Mirror Effect»                                | Неизвестно | Неизвестно     | 6 октября 2022   | 4.16                |
| 520     | 4          | «Шаги, которые мы не можем предпринять» «The Steps We Cannot Take» | Неизвестно | Неизвестно     | 13 октября 2022  | 4.36                |
| 521     | 5          | «Волнорез» «Breakwater»                                            | Неизвестно | Неизвестно     | 27 октября 2022  | 4.42                |

### Сезон 25 (2024)
| № общий | № в сезоне | Название                                         | Режиссёр        | Автор сценария                     | Дата премьеры   | Зрители в США (млн) |
| --- | ---------- | ------------------------------------------------ | --------------- | ---------------------------------- | --------------- | ------------------- |
| 539 | 1          | «Туннельное зрение» «Tunnel Blind»               | Норберто Барба  | Дэвид Грациано & Джули Мартин      | 18 января 2024  | 5.66                |
| Пока команда празднует рождение ребенка Роллинс и Кариси, средь бела дня пропадает еще один ребенок.                                                             |            |                                                  |                 |                                    |                 |                     |
| 540 | 2          | «Эмбарго на правду» «Truth Embargo»              | Жан Де Сегонзак | Николас Евангелиста & Брендан Вини | 25 января 2024  | 5.00                |
| 541 | 3          | «Список недоработок» «The Punch List»            | Норберто Барба  | Дэвид Грациано & Гэбриел Вальехо   | 1 февраля 2024  | 5.23                |
| Спецпкорпус помогает мужчине смириться с тем, что он стал жертвой изнасилования; Бенсон пытается поддержать семью жертвы, когда трагедия случается дважды.       |            |                                                  |                 |                                    |                 |                     |
| 542 | 4          | «Обязанность уведомлять» «Duty to Report»        | Неизвестно      | Неизвестно                         | 8 февраля 2024  | 4.82                |
| Когда дочь шефа полиции Макграта раскрывает факт сексуального насилия, Бенсон должна сбалансировать сложности расследования с импульсивными действиями Макграта. |            |                                                  |                 |                                    |                 |                     |
| 543 | 5          | «Зона румян» «Zone Rouge»                        | Неизвестно      | Неизвестно                         | 22 февраля 2024 | 5.07                |
| 544 | 6          | «Карусель» «Carousel»                            | Неизвестно      | Неизвестно                         | 29 февраля 2024 | 4.72                |
| 545 | 7          | «Вероятность гибели» «Probability of Doom»       | Неизвестно      | Неизвестно                         | 14 марта 2024   | 4.70                |
| 546 | 8          | «Синдром третьего человека» «Third Man Syndrome» | Неизвестно      | Неизвестно                         | 21 марта 2024   | 4.10                |
| 547 | 9          | «Дети волков» «Children of Wolves»               | Неизвестно      | Неизвестно                         | 11 апреля 2024  | 4.07                |
| 548 | 10         | «Боевая усталость» «Combat Fatigue»              | Неизвестно      | Неизвестно                         | 18 апреля 2024  | 4.78                |

### Сезон 26 (2024 - 2025)
| № общий | № в сезоне | Название                                 | Режиссёр   | Автор сценария | Дата премьеры   | Зрители в США (млн) |
| --- | ---------- | ---------------------------------------- | ---------- | -------------- | --------------- | ------------------- |
| 552 | 1          | «Разбитый» «Fractured»                   | Неизвестно | Неизвестно     | 3 октября 2024  | 3.81                |
| Спецподразделение расследует жестокое нападение на группу студентов юридического факультета. Бенсон надеется, что обнаружение скрытой камеры поможет раскрыть дело. Лучший шанс Кариси добиться обвинительного приговора - уличить обвиняемого во лжи.                                                |            |                                          |            |                |                 |                     |
| 553 | 2          | «Выемка грунта» «Excavation»             | Неизвестно | Неизвестно     | 10 октября 2024 | 3.77                |
| Разрушительные, подавленные воспоминания возвращаются к женщине, когда она находит старую записную книжку в доме своей семьи. Предъявление обвинений в преступлении десятилетней давности оказывается для Кариси еще более трудным делом, когда влиятельный судья приостанавливает рассмотрение дела. |            |                                          |            |                |                 |                     |
| 554 | 3          | «Разделяй и властвуй» «Divide & Conquer» | Неизвестно | Неизвестно     | 17 октября 2024 | 3.19                |
| Званый ужин супружеской пары заканчивается жестоким проникновением в дом и нападением людей в масках. Роллинс подозревает, что преступление связано с ее разведывательным расследованием деятельности международной банды воров.                                                                      |            |                                          |            |                |                 |                     |
| 555 | 4          | «Суженный» «Constricted»                 | Неизвестно | Неизвестно     | 24 октября 2024 | 3.44                |
| Романтическое свидание заканчивается тем, что подросток попадает в больницу, борясь за свою жизнь. Кариси не может не рассказать об этом деле, поскольку представляет, какие опасности ожидают его подрастающих дочерей.                                                                              |            |                                          |            |                |                 |                     |
| 556 | 5          | «Экономика стыда» «Economics of Shame»   | Неизвестно | Неизвестно     | 31 октября 2024 | 3.52                |
| Когда тележурналистка становится жертвой сексуальных домогательств, которые могут разрушить ее карьеру, Бенсон помогает ей вернуть контроль над собой, в то время как Веласко работает под прикрытием в качестве потенциальной богатой жертвы.                                                        |            |                                          |            |                |                 |                     |
| 557 | 6          | «Роршах» «Rorschach»                     | Неизвестно | Неизвестно     | 7 ноября 2024   | 3.13                |
| Агент Клей консультируется с Бенсоном, когда в отдаленном кемпинге находят женщину с тяжелыми ранениями, и подозреваемый может находиться где угодно на Восточном побережье. Бруно и Сильва рискуют, полагаясь на странную догадку, чтобы проверить, не даст ли она зацепку.                          |            |                                          |            |                |                 |                     |
| 558 | 7          | «Десятикратный» «Tenfold»                | Неизвестно | Неизвестно     | 14 ноября 2024  | 3.32                |
| Бруно должен оказаться в центре событий незавершенной истории жертвы, чтобы выследить серийного насильника. Каризи не в силах предотвратить преступление, которое, как он подозревает, вот-вот совершится.                                                                                            |            |                                          |            |                |                 |                     |
| 559 | 8          | «Загнанный в угол» «Cornered»            | Неизвестно | Неизвестно     | 21 ноября 2024  | 4.23                |
| Кариси пытается защитить двух женщин, взятых в заложницы в ходе напряженного противостояния между полицией и жестоким вором. Бенсон и Роллинс разрабатывают рискованный план, чтобы вывести всех в безопасное место.                                                                                  |            |                                          |            |                |                 |                     |